# India
L'India  (in hindī भारत, Bhārat), ufficialmente Repubblica dell'India (in hindī भारत गणराज्य, Bhārat Gaṇarājya; in inglese Republic of India), è uno Stato federale dell'Asia meridionale, con capitale Nuova Delhi. Estesa su 3287263 km², l'India è il settimo stato al mondo per superficie, mentre con oltre 1 miliardo e 438 milioni di abitanti è lo stato più popoloso del mondo avendo superato la Cina nel 2023.
È bagnata dall'Oceano Indiano a sud, dal Mar Arabico a ovest e dal Golfo del Bengala a est, possiede una linea costiera che si estende per 7517 km, e confina con il Pakistan a ovest, Cina, Nepal e Bhutan a nord-est, Bangladesh e Myanmar a est. Suoi vicini prossimi, separati dell'Oceano Indiano, sono lo Sri Lanka a sud-est e le Maldive a sud-ovest. Possiede una ricchissima diversità vegetale e animale e numerosi habitat protetti.
Sede della civiltà della valle dell'Indo e regione di rotte commerciali storiche e di vasti imperi, il subcontinente indiano è stato identificato con il suo commercio e la ricchezza culturale per gran parte della sua lunga storia. Quattro grandi religioni del mondo (il buddhismo, l'induismo, il giainismo e il sikhismo) sono nate qui, mentre lo zoroastrismo, l'ebraismo, il cristianesimo e l'islam vi arrivarono entro il I millennio d.C., dando forma nella regione a una grandissima diversità culturale, espressa specialmente dal Sultanato di Delhi, dall'Impero Moghul, dall'Impero di Vijayanagara e dall'Impero Maratha.
Sotto il regno dell'imperatore Aurangzeb, l'India è stata l'economia più forte e produttiva del mondo, valendo un quarto (25%) del PIL mondiale, con un'entrata annuale dieci volte di più dell'Impero francese. Gradualmente annessa alla Compagnia britannica delle Indie orientali dai primi decenni del XVIII secolo e colonizzata dal Regno Unito dalla metà del XIX secolo, l'India è diventata un moderno stato nazionale nel 1947, dopo una lotta per l'indipendenza che è stata caratterizzata da una diffusa resistenza non violenta guidata da Gandhi.
L'India è la quinta più grande economia del mondo in termini nominali e la terza in termini di potere d'acquisto. Riforme economiche hanno trasformato lo stato nella seconda economia a più rapida crescita (è uno dei cinque Paesi a cui ci si riferisce con l'acronimo BRICS). La società indiana è multilingue, multietnica e caratterizzata da uno storico pluralismo religioso. Nonostante ciò, il paese soffre ancora di alti livelli di povertà, analfabetismo (143º) e malnutrizione, oltre ad avere un sistema sociale basato sulle caste ancora influente benché sia stato ufficialmente abolito nel 1947, anno in cui l'India ha ottenuto l'indipendenza.

## Etimologia

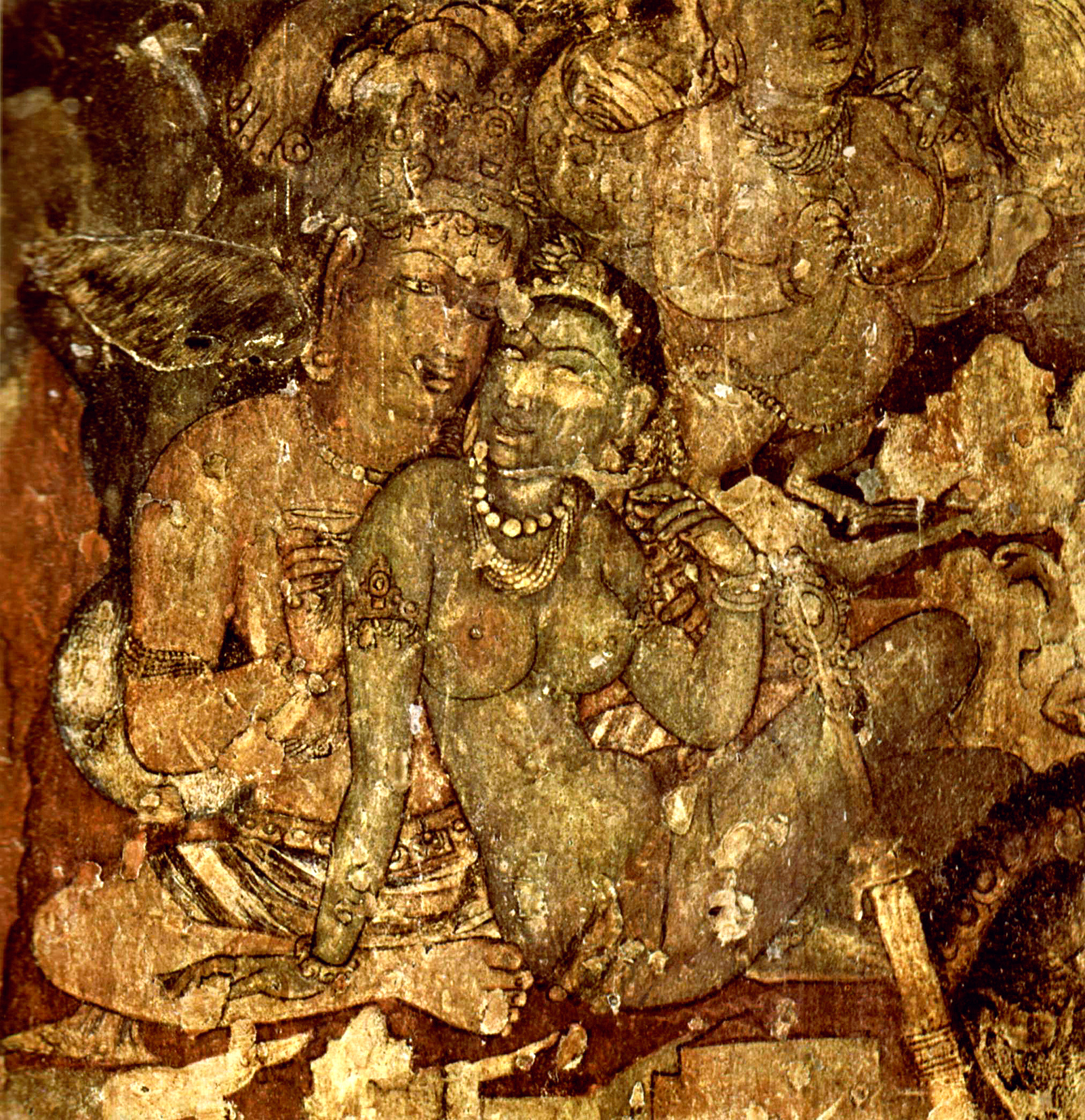
Dipinto delle grotte di Ajanta risalente all'epoca Gupta.

Il nome India deriva da quello del fiume Indo, dal persiano antico Hindush, a sua volta dal sanscrito Sindhu, la denominazione per il fiume Indo e la sua valle (oggi in Pakistan). Gli antichi Greci si riferivano all'India con il termine India (Ἰνδία) e agli Indiani con il termine Indoi (Ινδοί), il "popolo dell'Indo".
Il termine Hindustan, che in persiano significa "Terra degli indù", storicamente è in riferimento al nord dell'India, ma saltuariamente è usato come sinonimo per l'intero paese.
Nella Costituzione indiana, e anche nell'uso comune di varie lingue indiane, ci si riferisce all'India anche con il nome di Bharat, anch'esso nome ufficiale con pari status. Tale nome fu scelto come nome alternativo per il paese nel 1950. La tradizione vuole che tale nome derivi da un personaggio mitologico, che potrebbe essere Bharata figlio di Dushyanta, o l'omonimo Bharata figlio di Rishabha. Secondo i Purāṇa, testi sacri indù, Bhārata era anche il nome di una tribù indoaria, che i testi fanno risalire al citato Bharata figlio di Dushyanta.

## Storia

### Storia antica

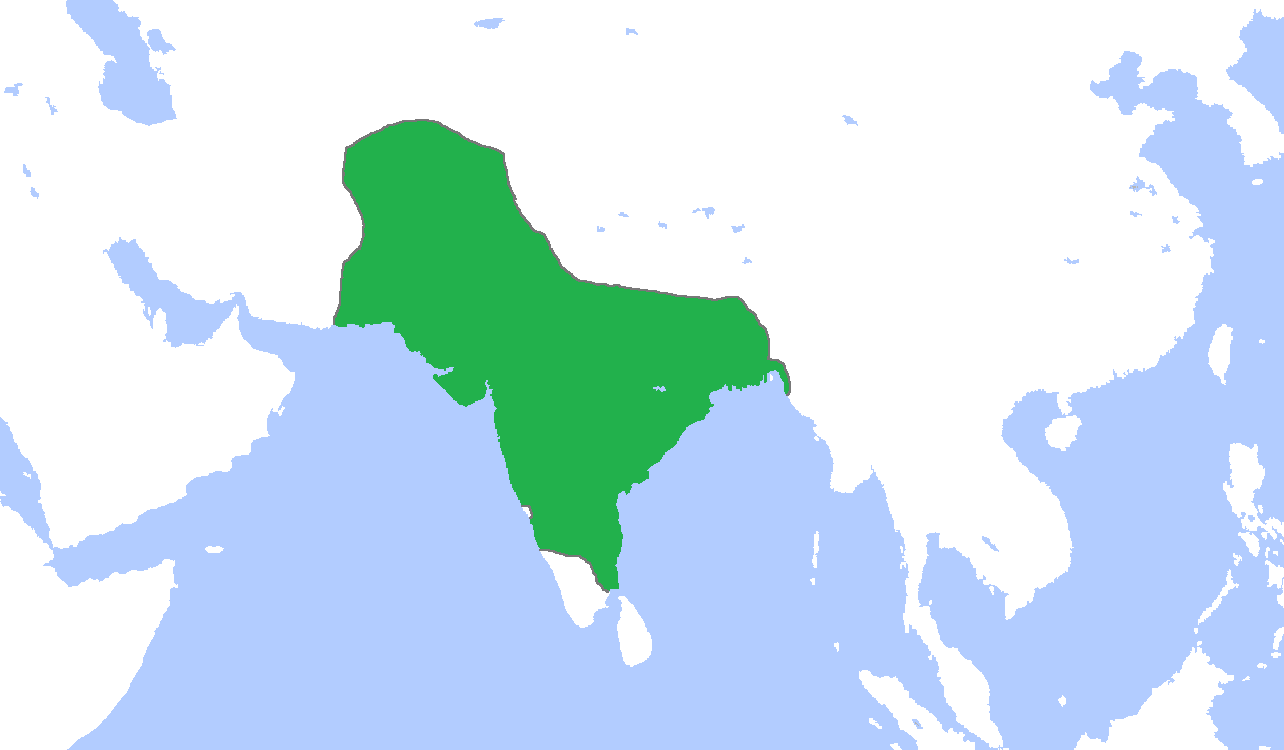
L'Impero Moghul al suo apogeo.

Le più antiche testimonianze note di vita umana in India sono rifugi dell'età della pietra dipinti a Bhimbetka, nel Madhya Pradesh.
I primi insediamenti permanenti conosciuti apparvero oltre 9 000 anni fa e si svilupparono gradualmente nella Civiltà della valle dell'Indo, che risale al 3300 a.C.
Seguì il periodo vedico, che gettò le fondamenta dell'induismo e di altri aspetti culturali, che caratterizzarono gli albori della società indiana, e si concluse intorno al 500 a.C.
A partire dal 550 a.C. si svilupparono nuove forme di aggregazione e sorse in buona parte del paese un discreto numero di regni e repubbliche indipendenti, noti con il nome di Mahajanapada.
Il più importante di essi, egemone nelle vaste regioni orientali, sarà il regno del Magadha.
Nel III secolo a.C. la maggior parte dell'Asia meridionale venne unificata sotto la guida dell'Impero Maurya del sovrano Chandragupta Maurya.
Questo vastissimo impero, il primo a unificare quasi l'intero subcontinente indiano, fiorì sotto l'imperatore Ashoka, una delle figure preminenti della storia antica dell'India. L'impresa di unificare un territorio così vasto sarà emulata solo parecchi secoli dopo la caduta dell'Impero Maurya da un altro grande impero: l'Impero Gupta nel III secolo d.C., in un periodo definito come "l'età d'oro dell'India antica". In quei secoli vi furono continui contatti commerciali con l'Impero romano. Con la caduta dell'Impero Gupta sorsero nuovi regni, soprattutto nel meridione, dove presero forma nuovi imperi, tra cui i principali furono quello delle dinastie Chalukya, Rashtrakuta, Hoysala, Pallava, Pandya, e Chola.
Nell'epoca dei grandi imperi dell'antichità, la scienza, l'ingegneria, l'arte, la letteratura, l'astronomia e la filosofia fiorirono sotto il patrocinio dei vari re e imperatori.

### Storia medievale
In seguito alle invasioni afghane (o patane) provenienti dall'Asia centrale tra il X e il XII secolo, gran parte del nord India passò sotto il dominio del Sultanato di Delhi prima e, in seguito, del più vasto Impero Moghul. Sotto il regno di Akbar il Grande l'India conobbe un raro periodo di armonia religiosa e di fervore culturale ed economico. Durante il suo regno, l'India diventò l'economia più forte del mondo, producendo quasi un quarto del PIL mondiale. Inoltre, l'entrata annuale dell'impero Moghul era dieci volte più alta di quella del coevo Impero francese.
Gli imperatori Moghul estesero gradualmente i loro regni fino a coprire gran parte del subcontinente. Tuttavia diversi regni indigeni, come ad esempio l'Impero di Vijayanagara indù, resistettero, in particolare nel sud, oltre al Regno Ahom nel nord-est.

### Storia moderna e contemporanea
Dal XVI secolo diversi paesi europei, tra cui Danimarca, Portogallo, Paesi Bassi, Francia e Regno Unito, iniziarono ad arrivare, dapprima come commercianti, ma poi, approfittando delle frizioni tra i vari regni, come potenze coloniali.
Tra il XVII e il XVIII secolo, la supremazia dei Moghul diminuì e l'Impero Maratha divenne la potenza dominante.
Nel 1856 la maggior parte dell'India era sotto il controllo della Compagnia britannica delle Indie orientali.
Grandi carestie ed epidemie caratterizzarono questo periodo:
- 11.000.000 di morti di peste dal 1894 al 1912
- 5.000.000 di morti di carestia a Madras e Bombay nel 1876-78
- 4.500.000 di morti di colera a Bombay tra il 1905 e il 1910
- 2.000.000 di morti di carestia nelle Provincie Centrali nel 1899-00
- 1.500.000 morti di carestia nel Rajputana nel 1869
- 1.500.000 morti di carestia nell'Orissa nel 1866

Tra gli anni '70 e '90 del XIX secolo, quasi quaranta milioni di indiani morirono a causa di carestie successive. Secondo lo storico Niall Ferguson, "ci sono prove evidenti di incompetenza, negligenza e indifferenza nei confronti della situazione degli affamati", ma non c'è alcuna responsabilità diretta: l'amministrazione coloniale è rimasta semplicemente passiva. Al contrario, per il giornalista Johann Hari: "Lungi dal non fare nulla durante la carestia, gli inglesi fecero molto - per peggiorare le cose. Le autorità avrebbero continuato a incoraggiare le esportazioni verso la metropoli senza preoccuparsi dei milioni di morti sul suolo indiano. Anche lo storico e attivista politico Mike Davis sostiene l'idea che "Londra stava mangiando il pane dell'India" durante la carestia. Inoltre, il viceré Robert Bulwer-Lytton vietò l'assistenza agli affamati, che venivano talvolta descritti come "indolenti" o "incompetenti per il lavoro". I giornali delle aree non colpite dalla carestia furono incaricati di parlarne il meno possibile. Secondo Mike Davis, Lord Lytton era guidato dall'idea che "attenendosi all'economia liberale, stava oscuramente aiutando il popolo indiano".
Un anno più tardi, un'insurrezione indipendentistica a livello nazionale, chiamata Rivolta dei Sepoy, ma dagli Indiani ricordata come "Prima guerra di indipendenza indiana", mise in serio pericolo il dominio della struttura britannica, ma alla fine l'insurrezione armata fu stroncata.
Come conseguenza, l'India passò interamente sotto il governo diretto della Corona britannica, come colonia dell'Impero Britannico.
Secondo stime moderne, il bilancio delle vittime della colonizzazione dell'India da parte del Regno Unito si aggira tra i 100 e i 165 milioni, a causa di carestie più frequenti e mortali e dell'impoverimento della popolazione.
Il massacro di Amritsar o anche massacro di Jalianwala Bagh è il nome che indica un episodio avvenuto il 13 aprile 1919 ad Amritsar, principale città dello stato indiano del Punjab, allora parte dell'India e quindi dell'Impero britannico. Il generale di brigata Reginald Dyer ordinò alle sue truppe, in parte britanniche e in parte Gurkha, di aprire il fuoco sulla folla che assisteva a un comizio in un'angusta piazzetta della città, causando, secondo la successiva commissione d'inchiesta, 379 morti e circa 1 200 feriti.
La manifestazione venne considerata una provocatoria violazione della legge marziale, instaurata pochi giorni prima a seguito di alcuni atti contro i britannici. Inoltre, Dyer non ritenne di sparare alcun colpo di avvertimento affinché la folla si disperdesse.

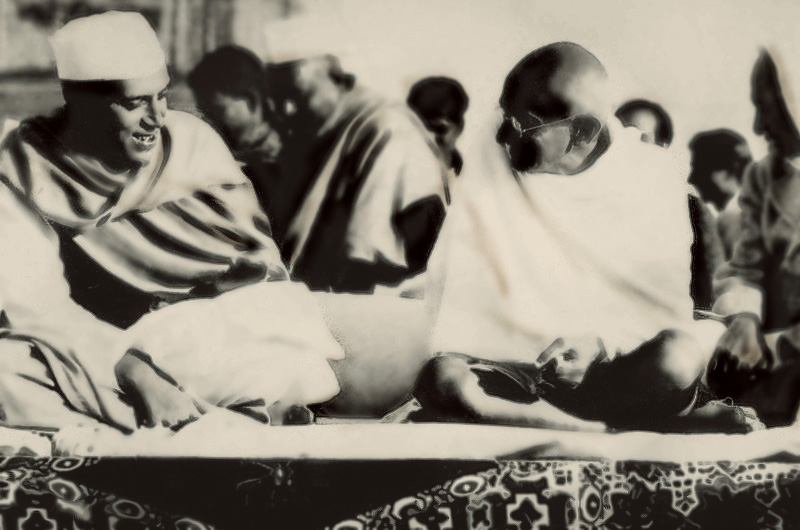
Mahatma Gandhi (destra) con Jawaharlal Nehru, 1937. Dieci anni dopo Nehru divenne il Primo ministro indiano.

Nella prima metà del XX secolo fu proclamata una lotta per l'indipendenza a livello nazionale dal Congresso Nazionale Indiano e da altre organizzazioni politiche. In seguito iniziarono anche i sacrifici dei Sikh, il più noto dei quali fu Bhagat Singh, che giocarono un importante ruolo nella cacciata dei Britannici.
Negli anni venti e anni trenta, con il movimento guidato dal Mahatma Gandhi, milioni di persone furono impegnate in una campagna di disobbedienza civile di massa.
Il 15 agosto 1947 l'India ottenne l'indipendenza dal Regno Unito, ma fu divisa in due governi indipendenti tra il Dominion dell'India e il Dominion del Pakistan, in conformità con la volontà della Lega Musulmana Panindiana, ben vista anche da una parte cospicua del nazionalismo espresso dalla componente hindu. Tre anni più tardi, il 26 gennaio 1950, l'India divenne una repubblica ed entrò in vigore una nuova costituzione.
Dopo l'indipendenza scoppiarono lotte di religione fra le caste (abolite ufficialmente da Gandhi, ma di fatto in buona parte sopravvissute nel vissuto quotidiano), e insurrezioni in varie parti del Paese, arginate grazie alla sostanziale tolleranza culturale indiana e alle intelligenti riforme costituzionali, ispirate dal pensiero gandhiano e realizzate dal governo del discepolo del Mahatma, il Pandit Nehru.
L'India è un membro fondatore del Movimento dei paesi non allineati (dal 1961) e delle Nazioni Unite (all'epoca come facente parte dell'India britannica).
Il 26 marzo 1973 vide la nascita un movimento per la salvaguardia e la conservazione della foresta, noto come "Movimento Chipko" (abbraccia-alberi poi diffusosi nel mondo), ispirato al metodo gandhiano del Satyagraha.
Nel 1974 l'India ha condotto un test nucleare sotterraneo, a cui hanno fatto seguito altri cinque test nel 1998, divenendo una potenza dotata di bomba atomica.
A partire dal 1991, importanti riforme economiche hanno trasformato l'India in uno dei paesi con tassi di crescita economica fra i più alti del mondo, che ha contribuito, sia a livello regionale sia generale, ad aumentarne il peso politico, malgrado la pesante sopravvivenza di gravi disparità sociali ed economiche, specialmente espresse dall'irrisolto confronto tra città e campagne.
Nel 1975, la premier Indira Gandhi dichiarò uno stato di emergenza interna, dopo essere stata coinvolta in uno scandalo di corruzione e incriminata per l'uso improprio dell'apparato governativo per la sua campagna elettorale. Invece di adempiere all'ordine dell'Alta corte di Allahabad di lasciare il suo seggio nel Parlamento indiano, governò con decreti fino al 1977. Le proteste guidate da J.P. Narayan, Raj Narain, Satyendra Narayan Sinha e Morarji Desai - che avevano invaso le strade di Delhi vicino al palazzo del Parlamento e alla residenza del Primo ministro, in occasione della sentenza di Allahabad - avevano fornito il pretesto alla signora Gandhi per sospendere le libertà civili. L'opposizione politica fu pesantemente repressa durante l'emergenza: J.P. Narayan, Raj Narain, Morarji Desai, Charan Singh, Jivatram Kripalani, Atal Bihari Vajpayee, L.K. Advani, Satyendra Narayan Sinha e altri leader della protesta furono arrestati. Organizzazioni come il Rashtriya Swayamsevak Sangh, insieme ad alcuni partiti politici dell'opposizione, furono bandite. Quasi due anni dopo, fiduciosa sulle sue possibilità di essere rieletta, Indira Gandhi allentò l'emergenza, rilasciando i dissidenti e annunciando le elezioni.
Nelle successive elezioni, però, Raj Narain e i suoi colleghi vinsero in modo netto (persino nel collegio elettorale del Primo Ministro di Rae Bareli), e per la prima volta si ebbe un governo non espresso dall'Indian National Congress ma dal partito Janata guidato da Atal Bihari Vajpayee. La prevalenza del partito di Indira fu riaffermata alle successive elezioni e si mantenne per un decennio, anche col figlio Rajiv: in seguito si è realizzata una più compiuta alternanza tra le contrapposte forze politiche che competono per il Governo in quella che viene generosamente definita "la più popolosa democrazia al mondo".
L'India ha sospeso le controversie territoriali con la Cina, che nel 1962 avevano portato alla guerra sino-indiana, e quelle con il Pakistan, che hanno provocato varie guerre nel 1947, 1965, 1971 e 1999.
Il terrorismo in India costituisce un grave problema: in particolare esso è presente nel Jammu e Kashmir, nel nord-ovest dell'India, dove l'irrisolta questione del Kashmir continua ad avvelenare gli animi dell'India e del Pakistan ma, negli ultimi anni, esso si è presentato anche nelle grandi città, come ad esempio Nuova Delhi e Bombay. Di particolare rilievo sono stati gli attacchi del 2001 al Parlamento indiano e a quello di Jammu e Kashmir.

## Geografia e geologia

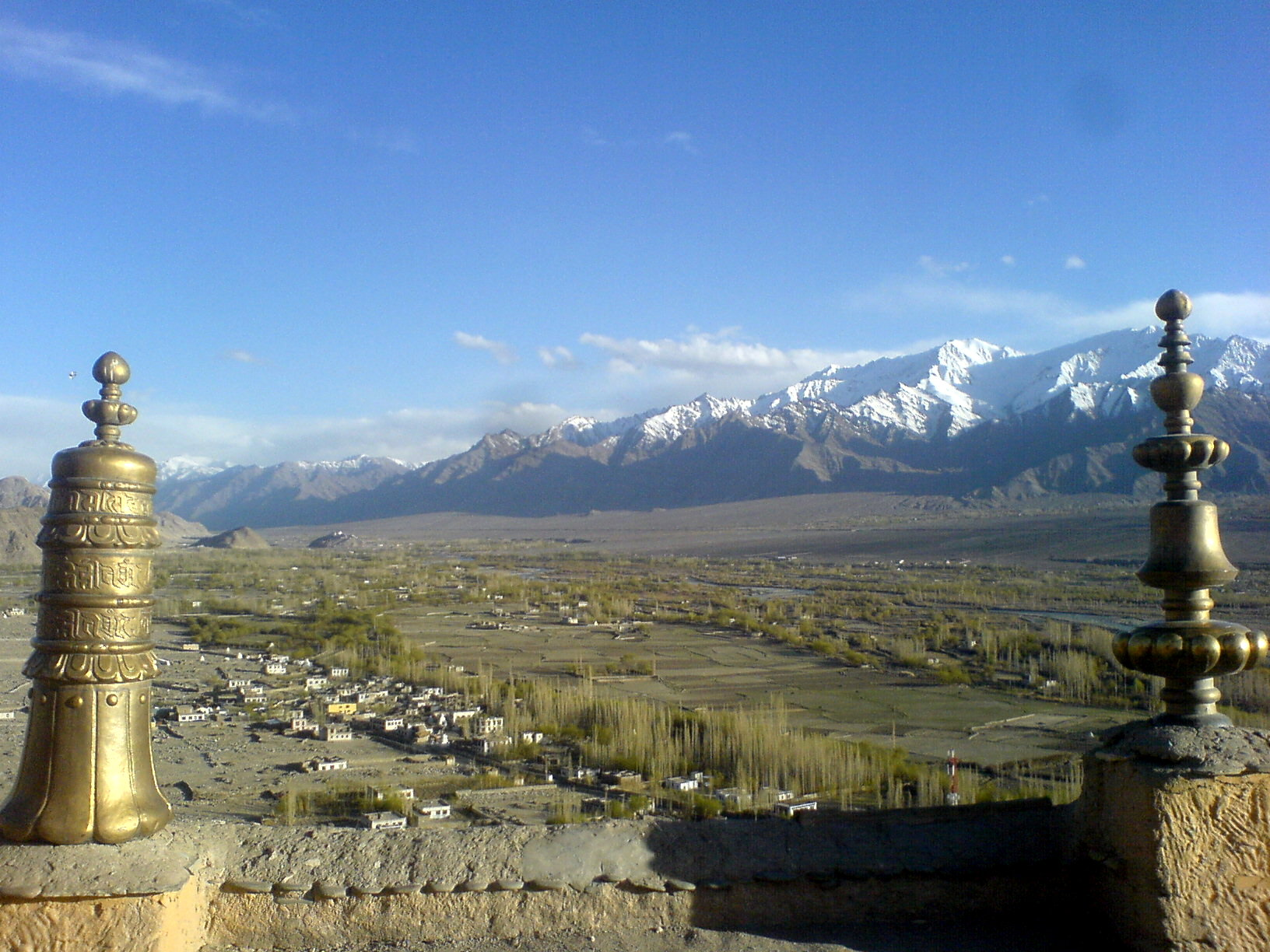
Ladakh.

Geograficamente rappresenta la maggior parte del subcontinente indiano, ed è poggiata sopra la placca indiana, che a sua volta fa parte della placca indo-australiana.
La geografia dell'India odierna deriva da processi geologici iniziati 75 milioni di anni fa, quando il subcontinente indiano, allora parte della sponda meridionale del supercontinente Gondwana, iniziò una deriva in direzione nord-est durata 50 milioni di anni, attraversando tutto l'Oceano Indiano (il quale era ancora in via di formazione). La collisione del subcontinente con la placca euroasiatica e la successiva subduzione sotto di essa, ha dato forma all'Himalaya (che culmina limitatamente al territorio indiano nel Kangchenjunga con i suoi 8 586 metri), la più alta catena montuosa del pianeta, che ora cinge l'India a nord e a nord-est. Negli antichi fondali marini immediatamente a sud delle emergenti cime himalayane, il movimento tettonico creò un vasto avvallamento, che successivamente venne progressivamente riempito con i sedimenti dei fiumi, dando vita all'odierna pianura indo-gangetica.
A ovest di questa pianura, separata dai monti Aravalli, si trova il deserto del Thar. La pianura originaria del subcontinente continua a sopravvivere nella parte peninsulare dell'India, nella regione più antica e geologicamente più stabile che si estende dal nord fino ai monti Satpura e Vindhya nell'India centrale. Queste catene corrono parallelamente al Mar Arabico nella costa del Gujarat, e più a sud si trova un ampio territorio che prende il nome di altopiano del Deccan, fiancheggiato a occidente dalle catene costiere dei Ghati occidentali, e a oriente dai Ghati orientali. L'altopiano del Deccan contiene alcune delle rocce indiane di più antica formazione (anche più di un miliardo di anni).

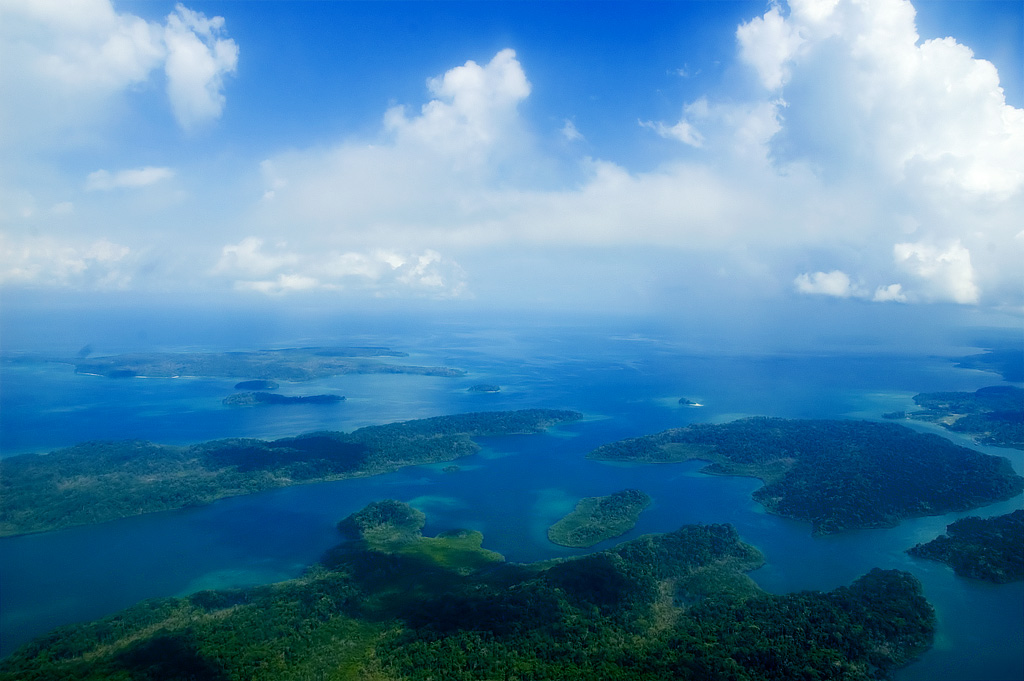
Le Isole Andamane.

L'India si trova a nord dell'equatore, compresa tra i 6°44' e i 35°30' di latitudine nord e tra i 68°7' e i 97°25' di longitudine est.
La costa indiana si estende per 7517 km di lunghezza; 5423 km dei quali corrono lungo la penisola, mentre 2094 km appartengono alle isole Andamane, Nicobare, e Laccadive. Secondo le carte idrografiche navali dell'India, la costa è costituita per il 43% da spiagge di sabbia, l'11% da rocce e scogliere e il 46% da distese fangose o paludose.
La catena himalayana dà origine a grandi fiumi che attraverso il nord dell'India, tra cui il Gange e il Brahmaputra, e che si gettano nel Golfo del Bengala. Importanti affluenti del Gange includono lo Yamuna e il Kosi, la cui bassa pendenza dei territori che attraversa è causa di disastrose inondazioni ogni anno. I grandi fiumi della penisola comprendono il Godavari, il Mahanadi, il Kaveri, e la Krishna, che si gettano nel Golfo del Bengala; e il Narmada e il Tapti, che si gettano nel Mar Arabico.
Tra le più caratteristiche coste indiane si segnalano le paludose Rann di Kutch nell'India occidentale, e il delta alluvionale Sundarbans, condiviso con il vicino Bangladesh.
L'India ha due arcipelaghi: le Laccadive, atolli corallini vicino alla costa sud-occidentale e le Andamane e Nicobare, di origine vulcanica situate nel mar delle Andamane.

### Clima
Il clima indiano è fortemente influenzato dall'Himalaya e dal deserto del Thar, che guida i monsoni. L'Himalaya frena i venti freddi dell'Asia centrale, mantenendo la maggior parte del subcontinente indiano a una temperatura più alta di regioni poste a simili latitudini.
Il deserto del Thar svolge un ruolo fondamentale per attrarre i venti del monsone estivo, con un alto tasso di umidità, tra giugno e ottobre, che fornisce la maggior parte delle piogge nel corso dell'anno. Quattro grandi raggruppamenti climatici predominano nel paese: tropicale umido, tropicale secco, subtropicale umido, e montano.
| Clima alpino            | E | (ETh) |
| Subtropicale umido      | C | (Cfa) |
| Tropicale umido e secco | A | (Aw)  |
| Tropicale umido         | A | (Am)  |
| Semi-arido              | B | (BSh) |
| Arido                   | B | (BWh) |

     Sotto i 20,0 °C.
     20,0-22,5 °C.
     22,5-25,0 °C.
     25,0-27,5 °C.
     Al di sopra dei 27,5 °C.

Aree climatiche, basate sul sistema di Köppen:

Media annua delle temperature in India:
Sotto i.
.
.
.
Al di sopra dei.

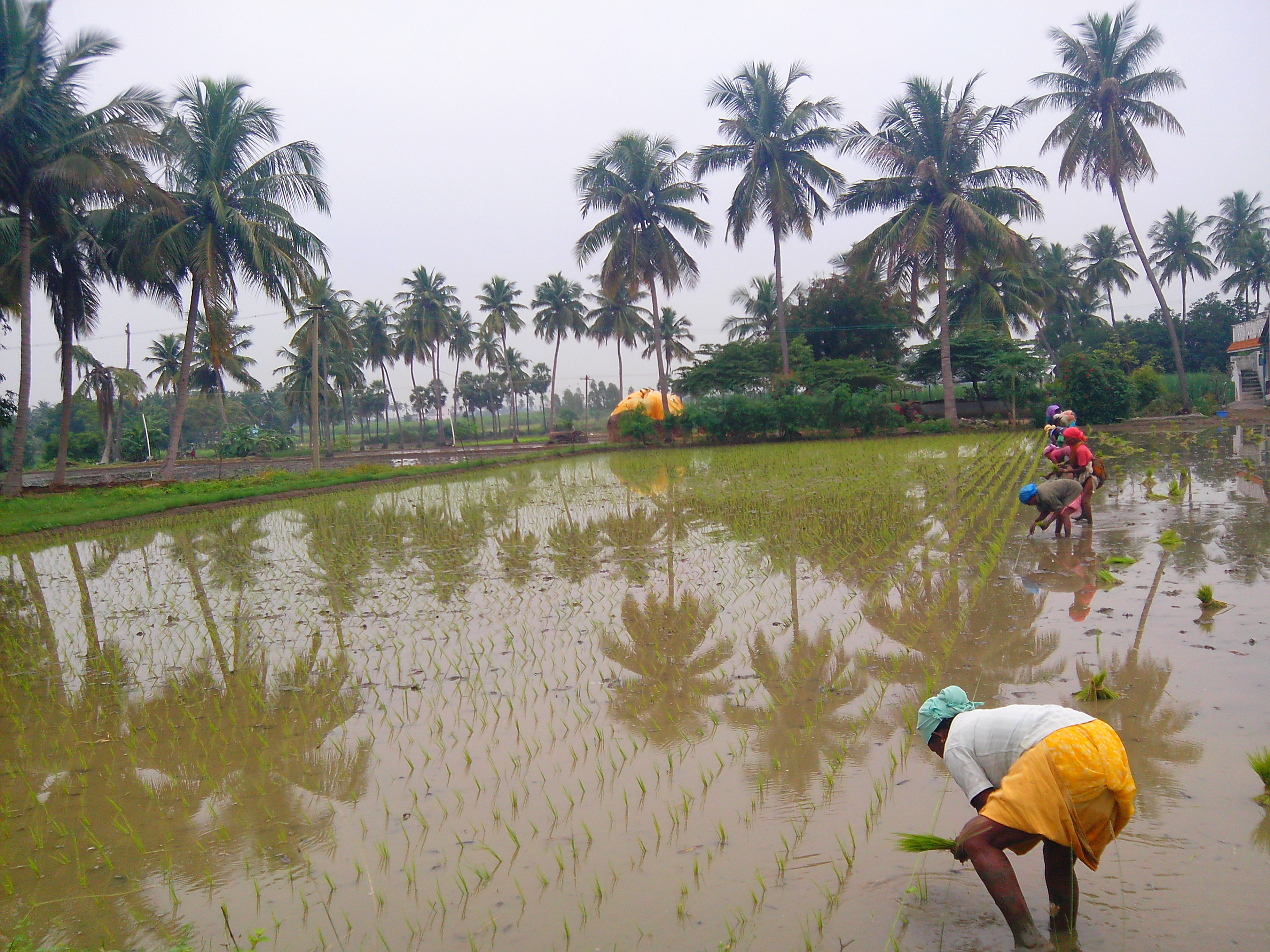
Tamil Nadu.

L'India comprende una vasta gamma di condizioni meteorologiche e climatiche, fortemente influenzate sia dalla scala geografica, che dalla varietà topografica. Analizzati secondo il sistema Köppen, l'India ospita sei principali sottotipi climatici, che vanno dal desertico a ovest, alpino e glaciale a nord, tropicale umido e tropicale secco delle regioni del sud-ovest e delle isole, al subtropicale, all'arido. Da qui si innestano tutta una serie di microclimi regionali. Il subcontinente ha quattro stagioni: inverno (gennaio e febbraio), estate (da marzo a maggio), la stagione del monsone (da giugno a settembre), e un periodo post-monsone (ottobre-dicembre).
L'unicità geografica e geologica dell'India ne influenza fortemente il clima; questo è particolarmente vero per l'Himalaya e le montagne dell'Hindu Kush che agiscono come un ostacolo ai venti freddi provenienti dall'Asia centrale. Ciò contribuisce a tenere più elevate le temperature rispetto a regioni poste alle stesse latitudini. Pertanto, anche se il Tropico del Cancro (il confine tra aree tropicali e subtropicali) passa attraverso il centro dell'India, l'intero Paese è tendenzialmente considerato come tropicale. Contemporaneamente, il deserto del Thar svolge un ruolo importante nell'attrarre l'umidità dei venti che spirano da sud-ovest carichi del monsone estivo, che tra giugno e ottobre forniscono la maggior parte delle precipitazioni.
Un clima tropicale piovoso caratterizza regioni in cui persistono alte temperature, che normalmente non scendono al di sotto dei 18 °C. L'India ospita due sottotipi climatici che rientrano nell'ambito di questo gruppo. Il clima monsonico delle regioni tropicali copre le pianure del sud-ovest lungo la Costa di Malabar, i Ghati occidentali, l'Assam meridionale, le isole Laccadive e le Isole Andamane e Nicobare. La pioggia ha carattere stagionale, in genere al di sopra dei 2000 mm annui. La maggior parte delle precipitazioni si verifica tra maggio e novembre.
Il clima tropicale umido e secco è più comune. Significativamente più asciutto delle zone umide tropicali, prevale sulla maggior parte dell'entroterra peninsulare indiano. L'inverno è caratterizzato da periodi di siccità con temperature medie al di sopra dei 18 °C. L'estate è eccezionalmente calda con temperature che possono superare i 50 °C nel mese di maggio, e con ondate di calore che annualmente uccidono centinaia di indiani. La stagione delle piogge dura da giugno a settembre; le precipitazioni annue medie sono nell'ordine dei 750-1500 mm.
Un clima tropicale arido e semi-arido predomina in ampie regioni a sud del Tropico del Cancro e ad est dei Ghati occidentali, tra Karnataka, Tamil Nadu, Andhra Pradesh occidentale, e Maharashtra centrale, dove le precipitazioni sono tra i 400 e i 750 millimetri all'anno. Dicembre è il mese più freddo, con temperature ancora tra i 20-24 °C. I mesi tra marzo e maggio sono caldi e asciutti; la media mensile delle temperature è di 32 °C.
La maggior parte delle regioni settentrionali e del nord-est dell'India è soggetta a un clima subtropicale-umido. Anche se presenta estati calde, la temperatura nei mesi più freddi può scendere sino a 0 °C. A causa delle ampie piogge monsoniche, l'India ha un solo sottotipo di questo clima, il CFA (sotto il sistema Köppen). La maggior parte di questa regione si caratterizza per scarse precipitazioni durante l'inverno. Le precipitazioni annue variano da meno di 1000 mm ad occidente, fino agli oltre 2500 mm delle regioni nord-orientali.
Le regioni settentrionali situate nell'Himalaya sono soggette al clima alpino. Qui la temperatura scende di 5,1 °C ogni mille metri di altitudine (tasso di decadenza adiabatico). L'area situata ad altitudini tra i 1 100 e i 2 300 metri riceve abbondanti piogge, che scendono rapidamente al di sopra di questi limiti. Sopra i 5 000 metri non piove mai: tutte le precipitazioni sono sotto forma di neve.

## Popolazione

### Demografia

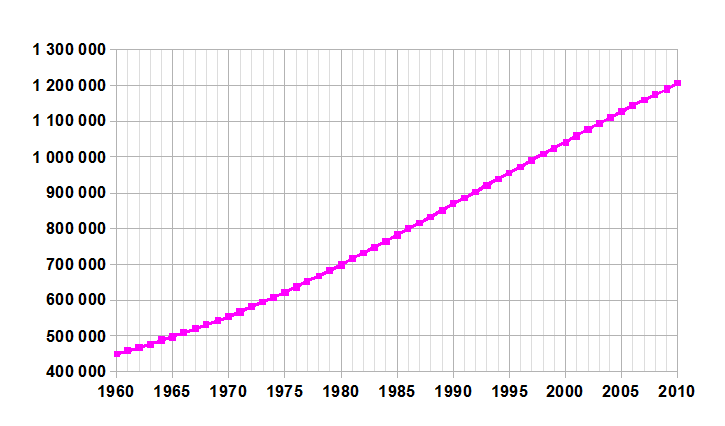
Crescita demografica dal 1961 al 2010.

Con una popolazione stimata in circa 1,4 miliardi di persone, che rappresenta il 18% della popolazione mondiale, l'India è il paese più popoloso al mondo. L'aspettativa di vita è di circa 75 anni, e il tasso di crescita della popolazione dello 0,99% annuo nel 2020. Il rapporto nazionale donne/uomini è pari a 944 donne per 1 000 uomini. Il 65% della popolazione risiede nelle zone rurali. Tuttavia, il tasso di urbanizzazione continua a crescere a causa delle forti migrazioni dalle campagne alle città. Le più grandi città sono Mumbai, Delhi, Bangalore, Calcutta, Chennai, Ahmedabad e Hyderabad.
Luglio 2017 - luglio 2018
Secondo il Periodic Labour Force Survey (PLFS) pubblicato a maggio del 2019 dal Ministero delle Statistiche e dell'Attuazione del Programma indiano, il numero di famiglie indiane è stimato a 25,7 crore a fronte di una popolazione totale di 107 (pari al 24%), mentre la famiglia media sarebbe composta da 4,2 membri.
La forza lavoro è stimata in 77,2 crore (pari al 34% della popolazione), dei quali il 25% ha un salario o stipendio stabile e regolare, il 24,9% svolge lavori saltuari e il restante 52,2% svolge un lavoro autonomo.
In quest'ultima categoria, 11,6 crore sono maschi e 3,7 femmine delle aree rurali, rispettivamente con un salario medio mensile di 8 955 e 4 955 rupie. Malgrado un tasso d'istruzione secondaria similare, i due gap occupazionale e retributivo fra i due sessi restano elevati anche nei centri urbani, nei quali trova impiego un numero di maschi e di femmine rispettivamente pari a 3,3 e a 0,76 crore, associati a un reddito mensile medio di 16 067 rupie e 6 994 rupie.
Il rapporto fra maschi e femmine è quasi paritario (956 a 1 000), laddove circa la metà dei giovani fra i 15 e i 29 di età - di entrambi i sessi e residenti sia nelle zone rurali che nei centri urbani - ha conseguito un titolo di istruzione secondaria.
Tuttavia, il tasso di alfabetizzazione, intesa come capacità di leggere o scrivere un semplice messaggio, presenta un forte divario fra i due sessi: se nelle aree urbane il tasso medio è risultato del 72,2% contro l'86,7% dei centri urbani, lo stesso dato disaggregato per i maschi e le femmine rivela che:
- nelle aree rurali, la quota di maschi non analfabeti è dell'80,7% rispetto al 64,5% delle donne;
- nei centri urbani, la quota di maschi non analfabeti è del 91,6% rispetto all'81,6% delle donne.[68]

Circa la metà della popolazione maschile e il 15% di quella femminile ha un contratto di lavoro retribuito e coperto dalla previdenza sociale, senza sostanziali differenze fra aree rurali e urbanizzate. Il tasso di occupazione include anche le persone attive nell'agricoltura estensiva e di sussistenza o nella costruzione di abitazioni residenziali, la cui incidenza al 2017-2018 non viene specificata.
Complessivamente, il lavoratore/imprenditore indiano medio guadagna meno di 10 000 rupie al mese e una quota pari al 50% della forza-lavoro è di età uguale o superiore ai 15 anni.

### Religione

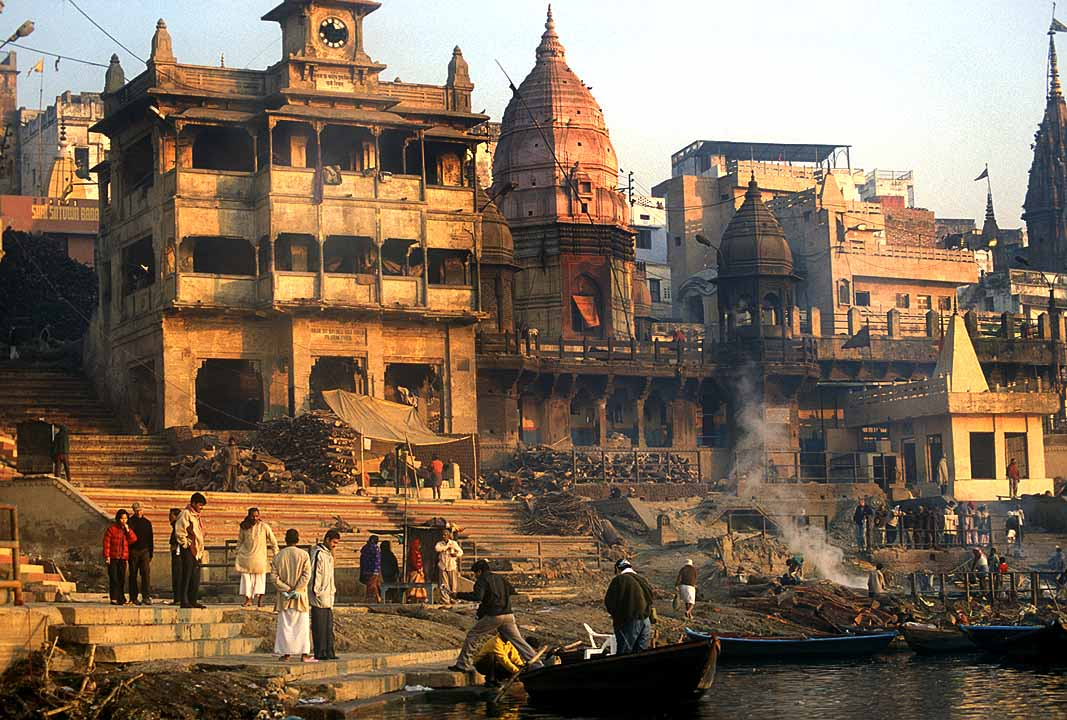
Cremazione a Varanasi.

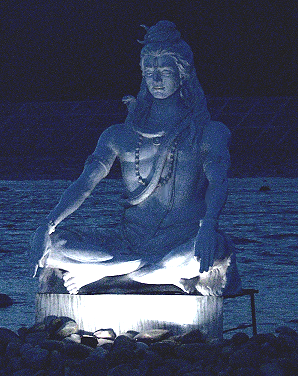
La statua di Śiva a Rishikesh lungo le rive del Gange.

In base ai dati del censimento del 2011, la popolazione indiana è a grande maggioranza di religione induista (79,8%), compresi gli ayyavazhi, che sono considerati una setta induista e sono presenti soprattutto nell'India meridionale; la seconda comunità religiosa della nazione è quella dei musulmani che assommano al 14,23% della popolazione totale dell'India (è la terza comunità musulmana mondiale dopo l'Indonesia e il Pakistan). Sono presenti inoltre altre minoranze religiose: cristiani 2,3%, sikh 1,72%, buddisti 0,7% e poi giainisti e altre comunità religiose (religioni tradizionali tribali, bahá'í, ebrei e parsi).
I musulmani costituiscono la maggioranza nel Jammu e Kashmir e nelle Laccadive, mentre formano grosse minoranze negli Stati di Uttar Pradesh (30 milioni, circa un quinto della popolazione), Bihar (13 milioni e mezzo, un: sesto della popolazione), Bengala Occidentale (un quarto della popolazione), Assam (poco meno di un terzo) e Kerala (un quarto).
I sikh costituiscono la maggioranza in Punjab e formano significative minoranze nel territorio di Delhi (mezzo milione) e nell'Haryana (oltre un milione). I buddisti formano la maggioranza nello Stato del Sikkim e nella regione del Ladakh e sono diffusi tra i paria grazie alle conversioni di massa iniziate dal dr. Ambedkar negli anni cinquanta. I giainisti si trovano soprattutto negli Stati di Rajasthan (650 000), Gujarat (525 000), Maharashtra (1 300 000) e Karnataka (400 000), i parsi sono concentrati a Mumbai.
Gli ebrei, ora molto ridotti, erano presenti storicamente con le comunità di Cochin, del Maharashtra (Bene Israel), di Mumbai (Baghdadi), nel Mizoram (Bnei Menashe, indiani convertiti) e nell'Andhra Pradesh (Bene Ephraim, anch'essi indiani convertiti).

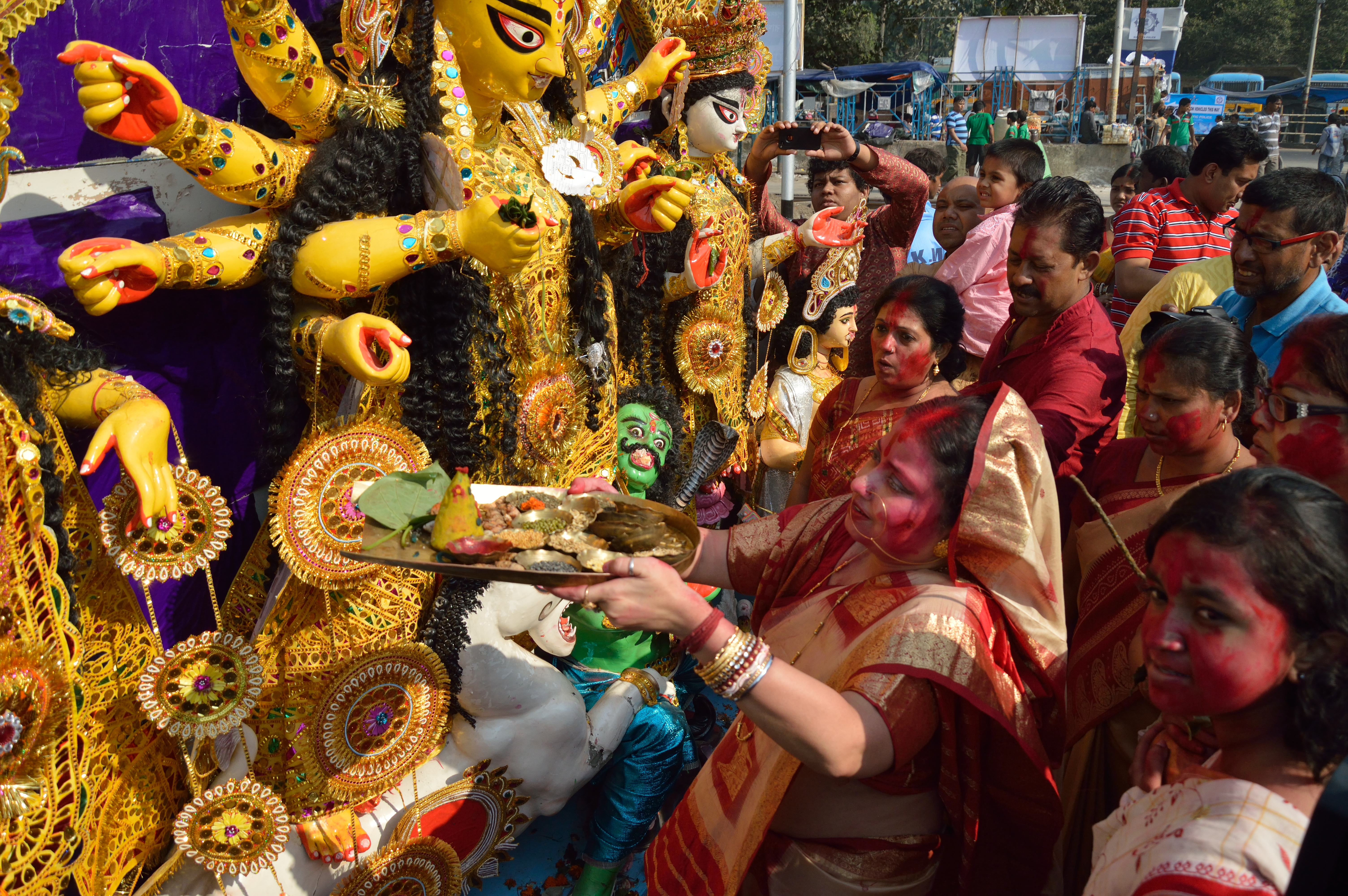
Durga Puja.

### Lingue
L'India è la seconda entità geografica per diversità culturale, linguistica e genetica dopo l'Africa.
L'India è la patria di due grandi famiglie linguistiche: indoariana (parlata da circa il 74% della popolazione) e dravidica (parlata da circa il 26%). Altre lingue parlate appartengono alle famiglie austroasiatiche e tibeto-birmana.
La Costituzione non riconosce una lingua nazionale, ma diverse lingue ufficiali: l'hindi è lingua ufficiale del governo (art. 343) e da una a tre lingue sono designate come lingue ufficiali dei singoli Stati (art. 345).
In India si parlano ben 179 lingue diverse.
L'hindi è la lingua più parlata oltre a essere la lingua ufficiale dell'Unione.
L'inglese, che viene ampiamente utilizzato in economia e nelle gestioni aziendali o commerciali, ha lo status di "lingua ufficiale sussidiaria".
La Costituzione riconosce inoltre altre 21 lingue che vengono diffusamente parlate e utilizzate nei documenti pubblici dei vari Stati, fra cui l'assamese (Assam), il bengalese (Bengala Occidentale), il gujarati (Gujarat), il kannaḍa (Karnataka), il malayālaṃ (Kerala), il marāṭhi (Maharashtra), l'oriyā (Orissa), il pangiabi (Punjab, Haryana), il tamil (Tamil Nadu), il telugu (Andhra Pradesh). Kannada, malayalam, tamil e telugu sono lingue dravidiche, le altre indoarie.
Negli Stati di Goa e Daman e Diu si parla il portoghese e nello Stato di Pondicherry si parla francese. 
Il numero di dialetti in India è di ben 1.652.

## Ordinamento dello Stato

### Costituzione
La Costituzione dell'India è entrata in vigore il 26 gennaio 1950. Essa consta, in certe edizioni, di quasi 500 pagine. Il preambolo della Costituzione definisce l'India come una repubblica sovrana, socialista, laica, e democratica. Padre della Costituzione Indiana fu B. R. Ambedkar.
L'India ha una forma di governo quasi-federale ed è dotata di un parlamento bicamerale plasmato sul modello parlamentare Westminster, con la classica tripartizione dei poteri: legislativo, esecutivo e giudiziario.

### Cittadinanza
Il diritto di cittadinanza è basato sullo ius sanguinis. In altre parole, la cittadinanza può essere chiesta e ottenuta da qualsiasi individuo nato in India da entrambi i genitori indiani, ancorché residente e cittadino di un Paese estero. La cittadinanza viene conferita di diritto a chi è sposato/a con un cittadino indiano che sia residente in India da almeno 7 anni.
La Costituzione e il Citizenship Act del 1955 stabiliscono il divieto della doppia cittadinanza come principio generale dell'ordinamento, ammettendo una deroga per i già cittadini indiani ai quali viene conferita la cittadinanza da parte di uno Stato estero non per richiesta volontaria, ma per effetto delle rispettive leggi nazionali a motivo di nascita, discendenza o annessione territoriale.

### Poteri dello Stato
Il Presidente dell'India è il capo di Stato, con compiti di mera rappresentanza, eletto indirettamente da un collegio elettorale, con un mandato di cinque anni.
Il potere esecutivo è esercitato dal Primo Ministro che è il capo del governo.
Il Primo Ministro è nominato dal Presidente e, per convenzione, è il candidato sostenuto dal partito o dall'alleanza politica che detiene la maggioranza dei seggi nella Camera bassa del Parlamento.
Il governo è composto dal Presidente, dal Vicepresidente, e dal Consiglio dei ministri guidato dal Primo Ministro.
Qualsiasi ministro in possesso di un portafoglio deve essere membro di una delle due camere del parlamento.
Il potere legislativo è esercitato dal Parlamento bicamerale, che consiste in una camera alta chiamata Rajya Sabha (Consiglio degli Stati) e in una camera bassa chiamata Lok Sabha (Casa del Popolo).
Il Rajya Sabha è un organismo composto da 245 membri in carica sei anni. La maggior parte sono eletti indirettamente dalle legislature degli stati e territori in proporzione alla loro popolazione.
543 membri dei 545 della Lok Sabha sono eletti direttamente dal voto popolare a rappresentanza dei singoli collegi elettorali e restano in carica cinque anni.
Gli altri due membri sono nominati dal Presidente della comunità anglo-indiana se, a suo parere, la comunità non sia adeguatamente rappresentata.
Come in tutti i sistemi parlamentari, anche in quello indiano il potere esecutivo è subordinato al potere legislativo, con il Primo Ministro e il suo Consiglio direttamente responsabile, ma solo innanzi alla camera bassa del Parlamento.
L'India ha tre livelli della magistratura: la Corte suprema (presieduta dal Chief Justice of India), 24 Alte Corti (a livello statale) e un gran numero di corti ordinarie.
La Corte suprema ha giurisdizione su casi che riguardano diritti fondamentali e controversie tra gli Stati e le autorità federali, e casi di appello delle Alte Corti.
È indipendente da ogni altro potere e può sciogliere i governi statali, nonché esprimere giudizi di incostituzionalità sulle leggi statali.
Il ruolo di ultimo interprete della Costituzione è una delle funzioni più importanti della Corte suprema.

### Suddivisioni amministrative
L'India è una federazione di stati con parlamenti e governi autonomi.
Ci sono 28 stati federati e 8 territori, fra cui quello della capitale, Nuova Delhi, e ognuno di essi è suddiviso in distretti; in alcuni stati federati i distretti sono riuniti in divisioni, che rappresentano così il secondo livello amministrativo di questi stati. Nel 1956, lo States Reorganisation Act ha attuato una suddivisione degli stati sul base linguistica.
Da ricordare che in alcuni Stati e distretti è in carica un Maragià (Maharaja, "grande re"), tradizionale titolo dei sovrani indiani.
Si tratta di una figura con poteri eminentemente rappresentativi e simbolici.
Da segnalare altresì la particolarità strutturale dei Territori, sovente caratterizzati da una storia peculiare. Tra questi sono da ricordare Pondicherry, dalla tipica caratterizzazione francese, e le Isole Andamane, popolate in gran parte da bianchi anglosassoni e genti indigene che continuano a vivere secondo usi e costumi risalenti a migliaia di anni fa e tramandati dai loro antenati.
La divisione amministrativa dell'India consiste in:

#### 28 Stati federati
1. Andhra Pradesh
2. Arunachal Pradesh
3. Assam
4. Bengala Occidentale
5. Bihar
6. Chhattisgarh
7. Goa
8. Gujarat
9. Haryana
10. Himachal Pradesh
11. Jharkhand
12. Karnataka
13. Kerala
14. Madhya Pradesh
15. Maharashtra
16. Manipur
17. Meghalaya
18. Mizoram
19. Nagaland
20. Orissa
21. Punjab
22. Rajasthan
23. Sikkim
24. Tamil Nadu
25. Telangana
26. Tripura
27. Uttar Pradesh
28. Uttarakhand

#### 7 Territori dell'Unione
1. Andamane e Nicobare
2. Chandigarh
3. Dadra e Nagar Haveli e Daman e Diu
4. Jammu e Kashmir
5. Laccadive
6. Ladakh
7. Pondicherry

#### 1 Territorio della capitale nazionale
- Delhi

La maggior parte degli Stati federati segue nei suoi confini le frontiere linguistiche; alcuni di questi sono stati creati nel 2001. Alcune regioni rivendicano invece l'autonomia come nuove entità statali federate.

### Città principali

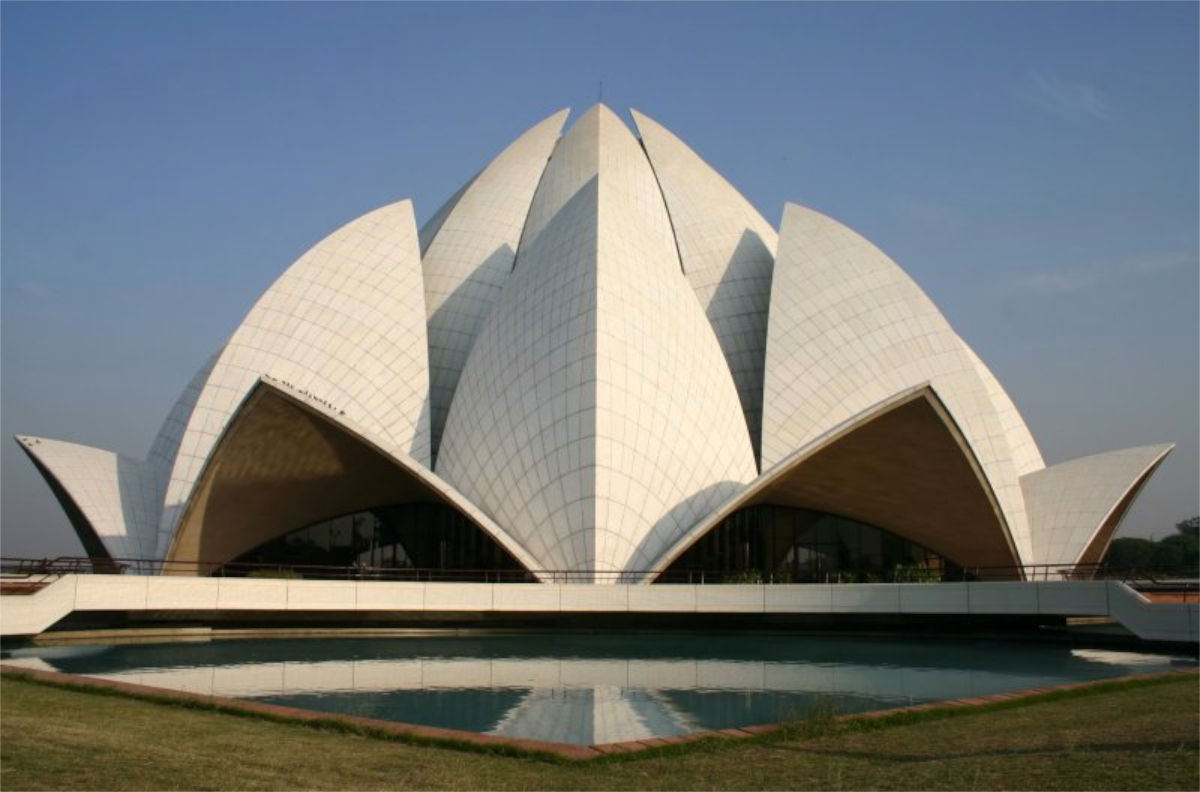
Delhi.

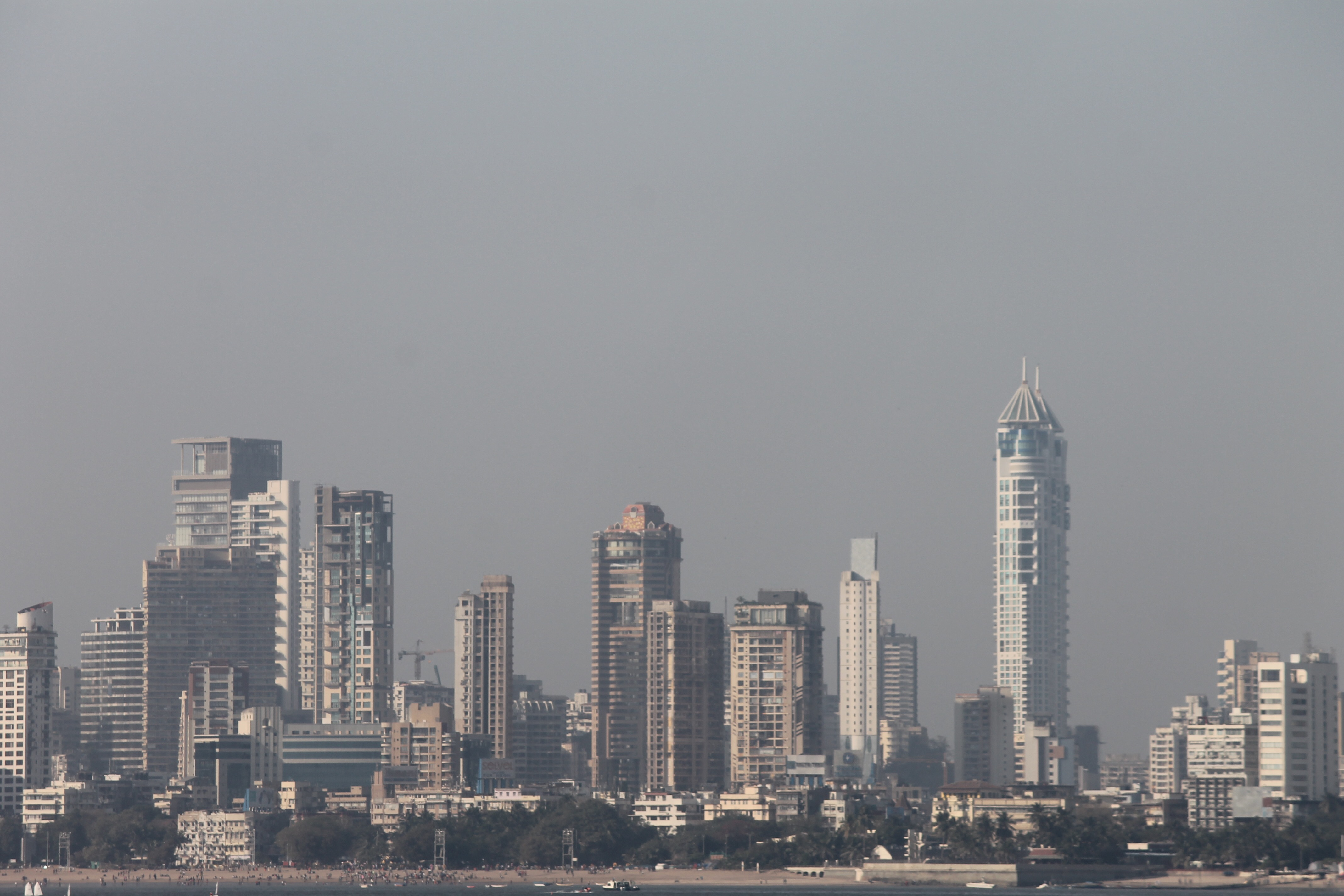
Mumbai.

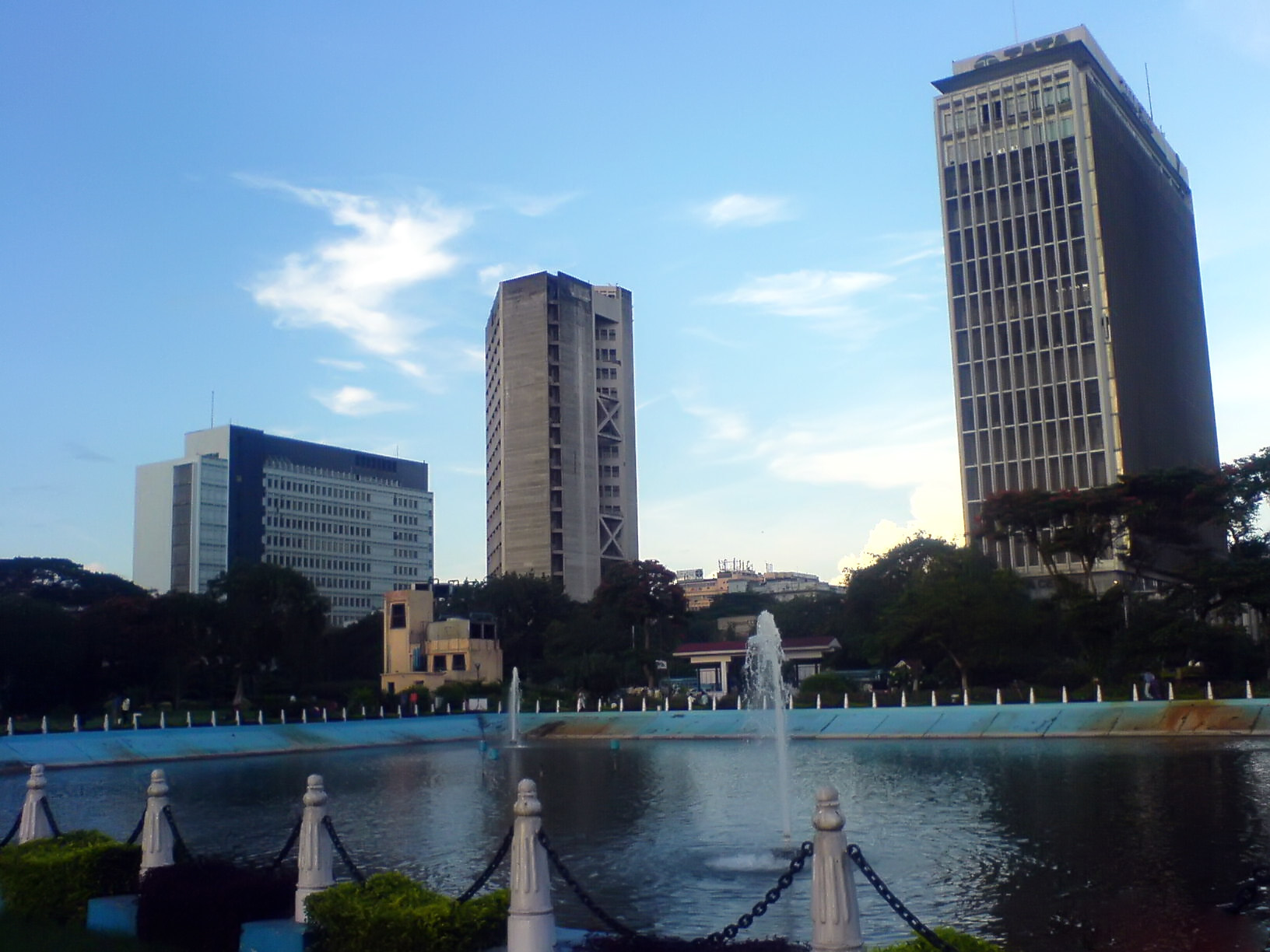
Calcutta.

| #  | Città     | Stato               | Popolazione |
| -- | --------- | ------------------- | ----------- |
| 1  | Delhi     | Delhi               | 31 181 377  |
| 2  | Mumbai    | Maharashtra         | 20 667 655  |
| 3  | Calcutta  | Bengala Occidentale | 14 974 073  |
| 4  | Bangalore | Karnataka           | 12 764 935  |
| 5  | Chennai   | Tamil Nadu          | 11 235 018  |
| 6  | Hyderabad | Andhra Pradesh      | 10 268 653  |
| 7  | Ahmedabad | Gujarat             | 8 253 226   |
| 8  | Surat     | Gujarat             | 7 489 742   |
| 9  | Pune      | Maharashtra         | 6 807 984   |
| 10 | Jaipur    | Rajasthan           | 4 007 505   |
| 11 | Lucknow   | Uttar Pradesh       | 3 764 619   |
| 12 | Kozhikode | Kerala              | 3 742 198   |
| 13 | Nagpur    | Maharashtra         | 2 940 487   |
| 14 | Indore    | Madhya Pradesh      | 3 113 445   |
| 15 | Patna     | Bihar               | 2 481 530   |
| 22 | Bhopal    | Madhya Pradesh      | 2 446 882   |
| 16 | Kanpur    | Uttar Pradesh       | 3 153 425   |
| 18 | Ludhiana  | Punjab              | 1 885 456   |
| 19 | Agra      | Uttar Pradesh       | 2 261 561   |
| 20 | Vadodara  | Gujarat             | 2 232 521   |

### Istituzioni

#### Ordinamento scolastico
Il tasso di alfabetizzazione in India è del 64,8% e risulta 53,7% per le donne e 75,3% per gli uomini. Lo Stato del Kerala ha il più alto tasso di alfabetizzazione (91%); Bihar il più basso (47%). Si stima che la spesa per l'educazione sia nell'ordine del 3,2% del PIL.
Ci sono sostanzialmente quattro fasi della formazione scolastica in India, ossia "primaria", "primaria superiore", "secondaria" e "secondaria superiore" (o "scuola superiore"). Nel complesso il ciclo scolastico dura 12 anni, in seguito al "modello 10+2". Tuttavia vi sono notevoli differenze tra i vari Stati indiani in termini di modelli organizzativi all'interno di questi primi 10 anni di scolarizzazione. Il governo si è impegnato a garantire l'istruzione elementare universale (primaria e primaria superiore) con un'istruzione per tutti i bambini di età compresa tra 6-14 anni di età. Alla scuola primaria accedono i bambini di età tra i 6 e gli 11 anni, organizzati in classi dalla prima alla quinta. La scuola elementare superiore e secondaria è per gli alunni di età compresa tra gli 11 e 15 anni, organizzati in classi dalla sesta alla decima, e la scuola secondaria superiore è per gli studenti di età tra 16 e 17 anni iscritti nelle classi tra l'undicesima e dodicesima. In alcune regioni c'è un concetto aggiuntivo, quello chiamato della scuola "primaria medio/superiore" per le classi tra la sesta e l'ottava. In tali casi le classi nona e decima sono classificate sotto la categoria di scuola superiore. Livelli più elevati del percorso formativo e scolastico in India offrono l'opportunità di specializzazione in un settore e comprendono le scuole tecniche (come Indian Institutes of Technology e Indian Institutes of Information Technology, Design & Manufacturing), e università.

#### Università
Tra le università del paese ricordiamo l'Università di Calcutta, la prima università moderna in India, fondata il 24 gennaio 1857.
Altre università dell'India, istituite nel 1857, sono l'Università di Madras e l'Università di Mumbai,
Tra le più importanti università indiane ricordiamo anche l'Università di Delhi, fondata nel 1922.

#### Sistema sanitario

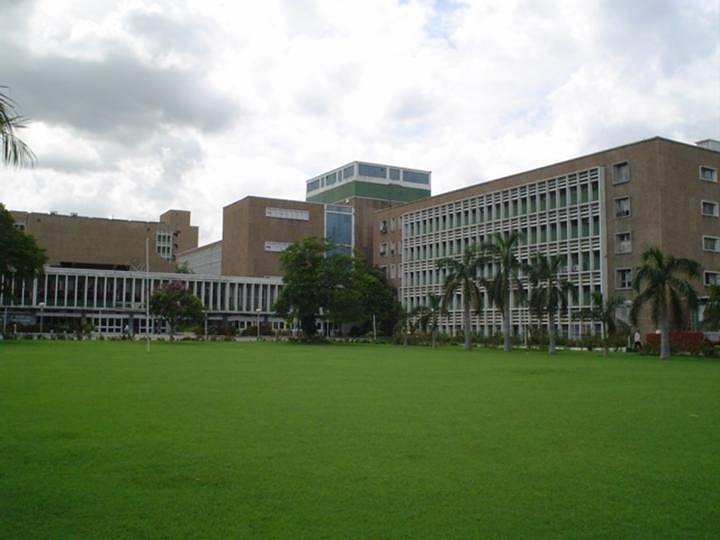
L'All India Institute of Medical Sciences (AIIMS) di Delhi, fondato nel 1956, è considerato il miglior college di medicina e ospedale pubblico del paese.

Secondo stime del 2008, la speranza di vita in India è di 69,5 anni, 67 per gli uomini e 72 per le donne. La mortalità infantile è di 46 ogni 1 000 bambini nati. Si calcola che 5,1 milioni di persone convivano con l'AIDS, malattia che nel 2001 ha causato 301 000 decessi.
I servizi sanitari sono responsabilità dei singoli stati indiani. La costituzione delega agli stati "l'aumento del livello di nutrizione e del tenore di vita della propria popolazione e il miglioramento della salute pubblica in quanto tra i suoi doveri primari". Vi è inoltre una politica sanitaria nazionale, approvata dal Parlamento nel 1983.
Gli sforzi del governo centrale sono concentrati su piani quinquennali, su una pianificazione coordinata con gli Stati e nel finanziamento dei principali programmi sanitari. La spesa sanitaria è congiuntamente condivisa dal governo centrale e dai governi dei singoli stati. A livello centrale la sanità è gestita dal Ministero della Salute e benessere familiare, che fornisce sia servizi amministrativi che tecnici e gestisce l'istruzione medica.
Gli sforzi dei vari piani quinquennali si sono concentrati sul miglioramento dello stato di salute della popolazione rurale, su programmi di nutrizione e dell'aumento della fornitura di acqua potabile, sul controllo delle malattie trasmissibili, e sull'attenuazione degli squilibri regionali nella distribuzione delle risorse sanitarie.
Rashtriya Swasthya Bima Yojana (RSBY, nella lingua hindi: राष्ट्रीय स्वास्थ्य बीमा योजना) è il programma governativo di assicurazione sanitaria per le famiglie che vivono al di sotto della soglia di povertà. Il programma è stato avviato nel 2008 sotto la direzione del Ministero del Lavoro e, prima del 2015, è stato trasferito fra le competenze del Ministero della Salute e della Famiglia. Al 2014, garantiva una copertura sanitaria di base a 36 milioni di persone, distribuite nei 25 Stati membri aderenti. Ogni famiglia poteva usufruire di una smart card biometrica munita di fotografia e impronte digitali, la cui registrazione costava 30 ₹ (38 centesimi di Euro) e dava diritto a 30 000 ₹ (375 Euro) annuali spendibili nelle strutture sanitarie accreditate.
La Germania ha promosso la creazione di un sistema sanitario bilaterale, l'Indo-German Social Security Programme, inserito all'interno del patto di cooperazione fra i due Paesi, elogiando l'economicità di un modello sanitario basato su card elettroniche rispetto al costo di gestione dei voucher tedeschi.

### Forze armate

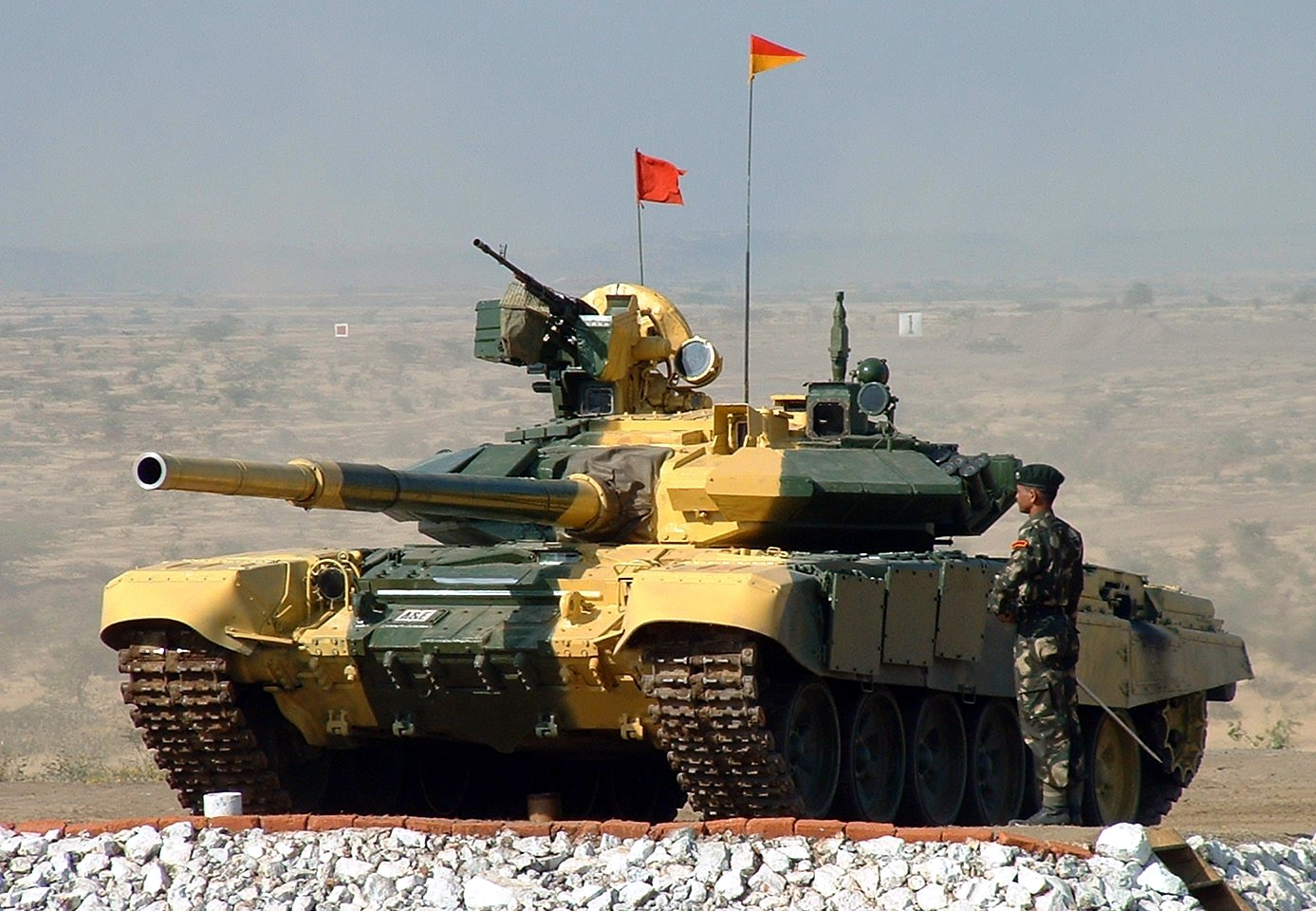
Carro armato dell'esercito indiano.

Nonostante le critiche e le sanzioni militari, l'India ha costantemente rifiutato di firmare il Trattato di bando complessivo dei test nucleari e il Trattato di non proliferazione nucleare, preferendo invece il mantenimento della propria sovranità sul programma nucleare. Le aperture da parte del governo indiano hanno rafforzato le relazioni con Stati Uniti, Cina e Pakistan. In campo economico, l'India ha stretti rapporti con le altre nazioni in via di sviluppo di Sudamerica, Asia e Africa.
L'India mantiene la terza più grande forza militare del pianeta, la Bhāratīya Saśastra Sēnāēṃ è divisa tra Bhāratīya Thalsēnā (esercito), Bhāratīya Nāu Senā (marina militare), e Bhāratīya Vāyu Senā (aeronautica militare). Forze ausiliare quali le Forze Paramilitari indiane, la Guardia Costiera, e lo Strategic Forces Command sono altresì sotto la competenza militare. Il presidente dell'India è il comandante supremo delle forze armate indiane. L'India è diventata una potenza nucleare nel 1974 dopo lo svolgimento di un primo test nucleare (il cui successo fu annunciato con la frase in codice "Il Buddha sorride" perché avvenne il giorno dell'anniversario della nascita del Buddha). Ulteriori test sotterranei sono stati svolti nel 1998, e hanno portato a sanzioni internazionali, gradualmente ritirate dopo il settembre del 2000.

## Politica

### Politica interna

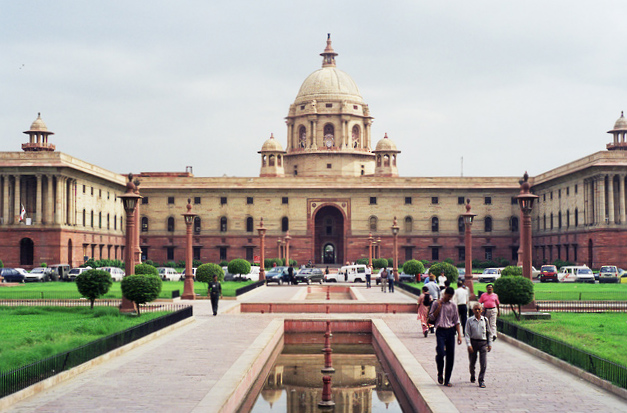
Il Secretariat Building, sede di alcuni dei più importanti ministeri del governo indiano.

L'India, a livello federale, è la più popolosa democrazia nel mondo,
una democrazia pluralista fondata sul multipartitismo.
La politica dell'India è dominata da trent'anni da due grandi partiti, sempre forti del 20%-30% dei voti ciascuno ma leggermente favoriti dal sistema elettorale uninominale:
- Congresso Nazionale Indiano (INC), social-democratico,[66] fondato nel 1885 e al potere dal 2004 al 2014 sotto Manmohan Singh e Sonia Gandhi, con 114 seggi nel 1999 e 145 seggi nel 2004;
- Partito Popolare Indiano (Bharatiya Janata Party - BJP), nazional-conservatore (indù), fondato nel 1980 (ma con un predecessore, il BJS, fondato nel 1951) e al potere dal 1998 al 2004 sotto Atal Bihari Vajpayee, con 182 seggi nel 1999 e 138 nel 2004; al potere nuovamente a partire dalle elezioni del 2014.

Tuttavia, al fine di formare coalizioni di governo giocano un ruolo importante diversi altri partiti nazionali, da sinistra a destra (approssimativamente):
- Partito Comunista d'India (CPI), fondato all'estero nel 1920 e in patria nel 1925, con 4 seggi nel 1999 e 10 nel 2004;
- Partito Comunista d'India (Marxista) (CPI(M)), scissosi dal CPI nel 1964 e forte soprattutto in Kerala, Tripura e Bengala Occidentale, con 33 seggi nel 1999 e 43 seggi nel 2004;
- Partito del Congresso Nazionalista (NCP), social-democratico, scissosi dall'INC nel 1999 e forte soprattutto nel Maharashtra, con 7 seggi nel 1999 e 9 seggi nel 2004;
- Partito della Società Maggioritaria (Bahujan Samaj Party - BSP), socialista (anti-caste e buddista), fondato nel 1984 e forte soprattutto nell'Uttar Pradesh, con 14 seggi nel 1999 e 19 seggi nel 2004;
- Partito Socialista (Samajwadi Party - SP), socialdemocratico (pro-musulmano), fondato nel 1992 (dal JD) e forte soprattutto nell'Uttar Pradesh, con 26 seggi nel 1999 e 36 seggi nel 2004;
- Partito Popolare Nazionale (Rashtriya Janata Dal - RJD), centrista (indù e musulmano), fondato nel 1997 e forte soprattutto nel Bihar, con 7 seggi nel 1999 e 24 seggi nel 2004;

Un partito è riconosciuto nazionale dalla Commissione Elettorale dell'India (un organo costituzionale) quando rappresenta almeno quattro stati al parlamento federale (e spesso è al governo in almeno uno di questi).

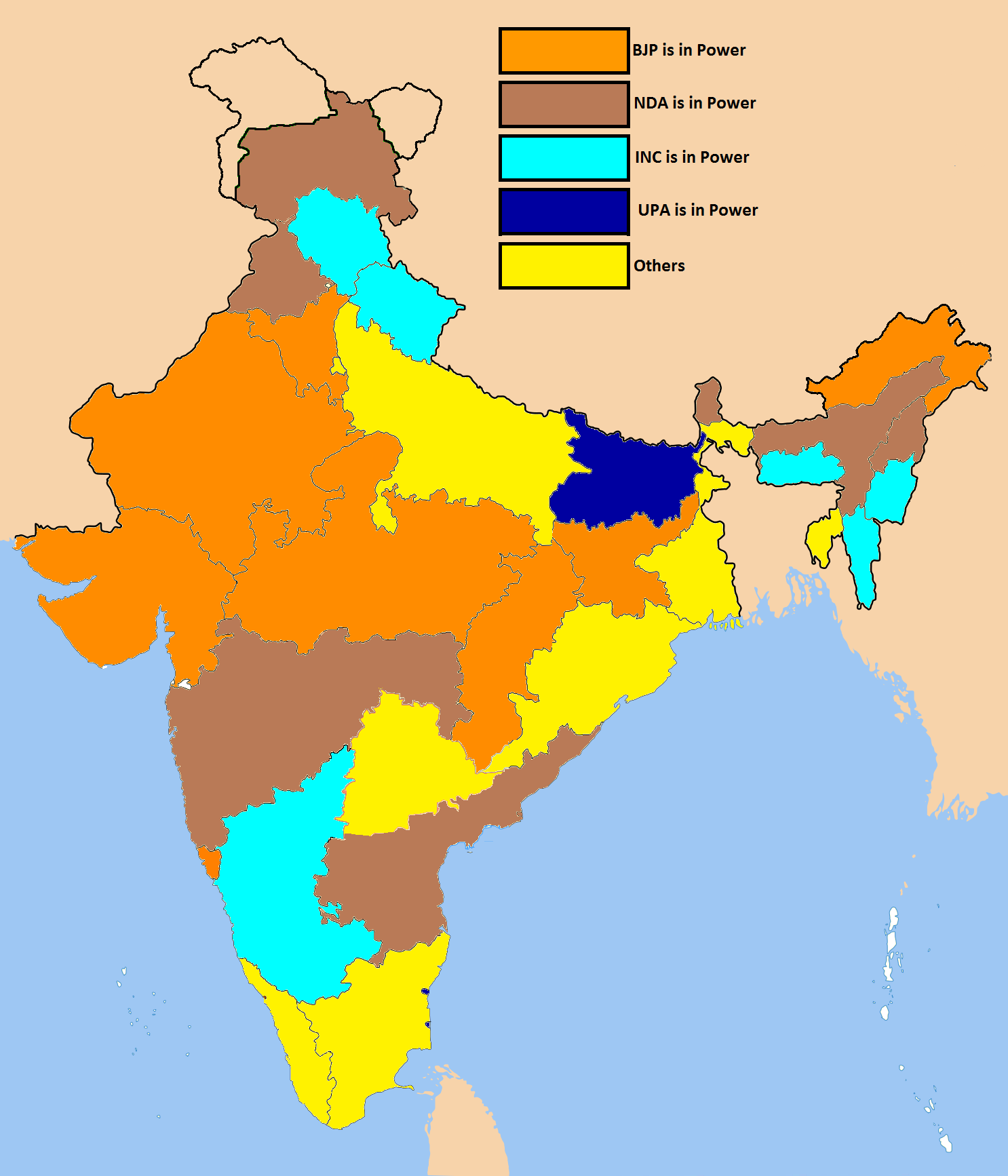
Stati dell'India secondo il partito al governo (al 3 gennaio 2008).

Inoltre, vari partiti regionali hanno un ruolo anche a livello federale; i più importanti (spesso alleati del BJP) sono:
- Partito della Nazione Telugu (Telugu Desam - TDP), in Andhra Pradesh, 29 seggi nel 1999, 5 seggi nel 2004;
- Partito Popolare Unito (Janata Dal (United) - JD(U)), in Bihar e Karnataka, 20 seggi nel 1999, 8 seggi nel 2004;
- Esercito di Shivaji (Shiv Sena - SS), in Maharashtra, 15 seggi nel 1999, 12 seggi nel 2004;
- Partito Popolare Biju (Biju Janata Dal - BJD), in Orissa, 10 seggi nel 1999, 11 seggi nel 2004;
- Partito Religioso Akali (Shiromani Akali Dal - SAD) in Punjab, 2 seggi nel 1999, 8 seggi nel 2004;
- Organizzazione Progressista Dràvida (Dravida Munnetra Kazhagam - DMK) in Tamil Nadu, 12 seggi nel 1999, 16 seggi nel 2004;
- Organizzazione Progressista Dràvida Pan-indiana (All India Anna Dravida Munnetra Kazhagam - AIADMK) in Tamil Nadu, 10 seggi nel 1999, 0 seggi nel 2004;
- (Pattali Makkal Katchi - PMK) in Tamil Nadu (zona nord), 5 seggi nel 1999, 6 seggi nel 2004;
- Organizzazione Progressista Dràvida Marumalarchi (Marumalarchi Dravida Munnetra Kazhagam - MDMK, pro-Tigri Tamil) in Tamil Nadu, 4 seggi nel 1999, 4 seggi nel 2004;
- Congresso pan-indiano (All India Trinamool Congress - AITC) in Bengala Occidentale, 8 seggi nel 1999, 2 seggi nel 2004;
- Partito Socialista Rivoluzionario (Revolutionary Socialist Party - RSP) in Bengala Occidentale, 3 seggi nel 1999, 3 seggi nel 2004.

Per la maggior parte della sua storia democratica, il governo federale è stato guidato dall'INC. Dal 1950 al 1990, eccezion fatta per due brevi periodi, l'INC ha goduto della maggioranza parlamentare. L'INC venne escluso dal potere tra il 1977 e il 1980, quando il Janata Party vinse le elezioni a causa del malcontento pubblico in seguito all'"Emergency" dichiarata da parte dell'allora Primo ministro Indira Gandhi. Nel 1989 la coalizione Janata Dal e il National Front, in alleanza con la coalizione del Left Front, vinsero le elezioni, ma riuscirono a rimanere al potere solo per due anni.
Gli anni 1996-1998 sono stati un periodo di turbolenze politiche, caratterizzati da alleanze di breve durata. Il BJP formò un breve governo nel 1996, seguito dalla coalizione del Fronte Unito (United Front). Nel 1998, il BJP formò l'Alleanza Democratica Nazionale (National Democratic Alliance, NDA) con diversi partiti regionali e divenne il primo partito che non fosse stato il Congresso Nazionale Indiano a completare a pieno compimento il mandato di cinque anni.
Nel 2004 le elezioni indiane, vennero vinte dall'INC che guadagnò il maggior numero di seggi del Lok Sabha, formando un governo con una coalizione denominata Alleanza Progressista Unita (United Progressive Alliance, UPA), sostenuta da vari partiti di sinistra e da membri contrapposti al BJP, con la nomina a primo ministro di Manmohan Singh in carica sino al 2014. Le elezioni politiche del 2014 sono state segnate da una vittoria del BJP con la nomina a Primo ministro di Narendra Modi.

### Politica estera

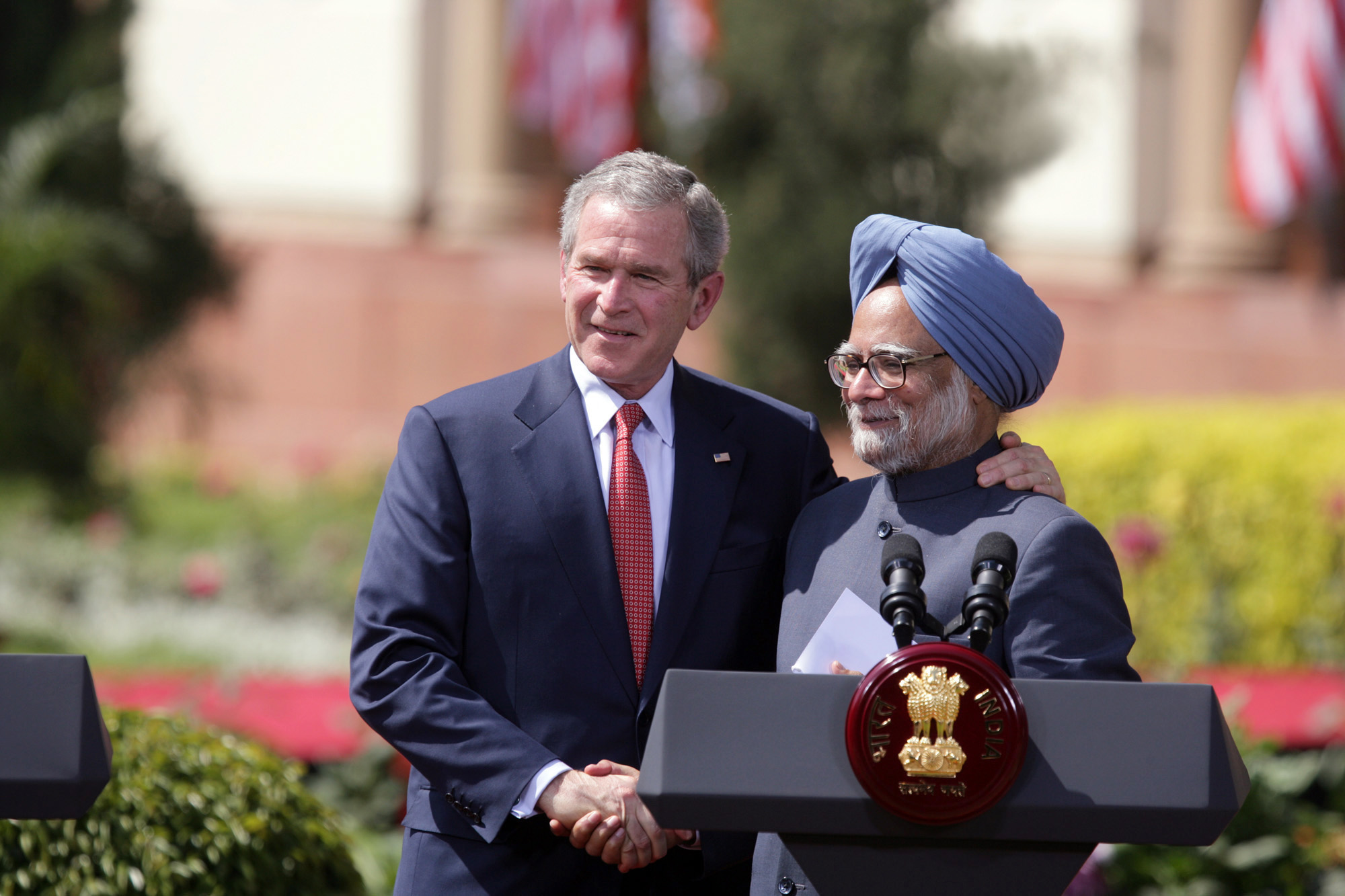
Stretta di mano tra il primo ministro indiano Manmohan Singh e il presidente statunitense George W. Bush nel marzo 2006.

Fin dalla sua indipendenza nel 1947, l'India ha mantenuto rapporti cordiali con la maggior parte delle nazioni del mondo. Ebbe un ruolo di primo piano negli anni cinquanta, promuovendo l'indipendenza delle colonie europee in Africa e in Asia. L'India è un membro fondatore del Movimento dei paesi non allineati. Dopo le guerre sino-indiane e la guerra indo-pakistana del 1965, l'India intensificò i rapporti con l'Unione Sovietica a scapito dei legami con gli Stati Uniti e tale situazione permase fino alla fine della guerra fredda. L'India ha combattuto tre guerre con il Pakistan, in primo luogo per via della regione contesa del Kashmir. Un'ulteriore guerra contro il Pakistan fu combattuta per la liberazione del Bangladesh nel 1971.
L'India svolge un ruolo influente nell'ASEAN, nel SAARC, e nel WTO. L'India è un membro fondatore e sostenitore delle Nazioni Unite, con oltre 55 000 militari e poliziotti indiani che hanno servito in trentacinque operazioni di mantenimento della pace delle Nazioni Unite dispiegati in quattro continenti.

## Media
Al 2018, l'India ha 17 000 titoli di stampa, 550 stazioni radio e 880 canali televisivi satellitari. A livello nazionale, quattro quotidiani rappresentano i tre quarti dei lettori in hindi, così come i quattro principali quotidiani nazionali in lingua inglese. La proprietà dei media è concentrata principalmente nelle mani di pochi grandi gruppi. Non c'è "nessun limite alla concentrazione della proprietà nella stampa, nella radiodiffusione o nei media digitali nel paese" e non esiste un organismo di regolamentazione per il settore dei media.
I proprietari dei media sono spesso coinvolti in politica, come i miliardari Subhash Chandra e Shobhana Bhartia, proprietari rispettivamente del gruppo Zee News e HT Media, entrambi eletti in parlamento. A livello locale, come rilevato dall'ONG Reporter senza frontiere (RSF): "Il principale canale televisivo dello Stato di Odisha è di proprietà della famiglia Panda, uno dei cui membri di spicco, Baijayant Jay Panda, non è altro che il vicepresidente nazionale e portavoce ufficiale del BJP, il partito del Primo Ministro Narendra Modi. Allo stesso modo, nello Stato dell'Assam, la proprietaria del canale principale, NewsLive, è la moglie di uno dei principali ministri dell'esecutivo regionale, anch'esso dominato dal BJP. "Così, i partiti politici e la comunità imprenditoriale hanno una notevole influenza sull'informazione in India.
Negli ultimi anni, la violenza contro i giornalisti è aumentata nel Paese. Sui social network, gruppi nazionalisti stanno conducendo, secondo RSF, "spaventose campagne di odio coordinato e inviti all'omicidio contro giornalisti che osano parlare o scrivere su argomenti inquietanti".

## Economia

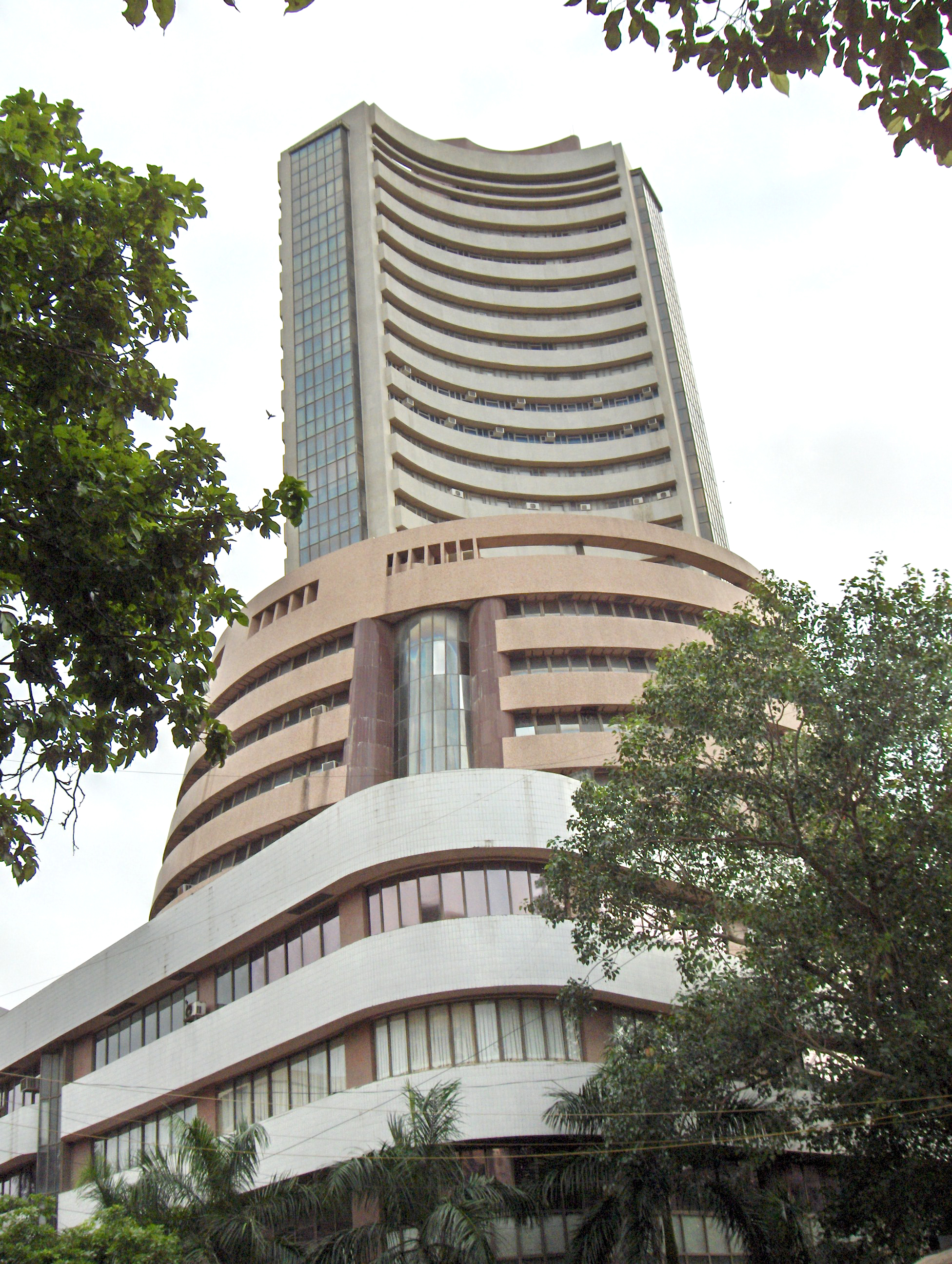
Bombay-Stock-Exchange, la borsa valori principale del subcontinente indiano.

Dopo l'indipendenza l'India ha adottato un sistema a economia mista, in cui accanto ai grandi gruppi privati come Tata (metalmeccanico) e Birla (cemento), alle piccole imprese artigianali e del commercio al dettaglio, vi erano molte imprese di proprietà pubblica e vi era un rigoroso controllo da parte del governo sulla partecipazione del settore privato, commercio estero e gli investimenti diretti all'estero.
Tuttavia, dal 1991, l'India ha progressivamente aperto i propri mercati attraverso le riforme economiche del governo e ha ridotto i controlli sul commercio estero e sugli investimenti.
Le riserve in valuta estera sono passate da 5,8 miliardi di dollari americani nel marzo 1991 a 308 miliardi il 4 luglio 2008, mentre il deficit di bilancio statale e federale è andato progressivamente diminuendo. La privatizzazione delle imprese di proprietà pubblica e l'apertura di alcuni settori privati alla partecipazione straniera ha animato il dibattito politico. Con un tasso di crescita del PIL del 9,4% nel 2006-07, l'economia è tra quelle a più rapida crescita nel mondo. Il PIL indiano nel 2022 in termini nominali è di 3 735 miliardi di $, il quinto a livello mondiale. Se misurata in termini di parità del potere d'acquisto (PPP), l'India è la terza potenza con 4 716 miliardi di $. Il reddito pro capite (nominale) è di 1501 $, mentre a parità di potere d'acquisto è di 3843 $.
L'India possiede la seconda più grande forza lavoro del mondo, con 516,3 milioni di persone, il 60% dei quali sono impiegati nel settore agricolo e industrie connesse; 28% nei servizi e industrie connesse e 12% nel settore industriale vero e proprio. Le principali colture agricole includono riso, frumento, semi oleosi, cotone, juta, tè, canna da zucchero e patate. Il settore agricolo rappresenta il 28% del PIL; servizio e settori industriali costituiscono il 54% e 18% rispettivamente. Le grandi industrie sono attive nel settore delle automobili, cemento, prodotti chimici, elettronica di consumo, trasformazione alimentare, macchinari, miniere, petrolio, prodotti farmaceutici, acciaio, mezzi di trasporto, e tessile. Di pari passo alla rapida crescita economica vi è la crescente domanda di energia. Secondo la Energy Information Administration, l'India è il sesto più grande consumatore di petrolio e il terzo più grande consumatore di carbone.
La questione dell'accesso all'occupazione sta diventando un problema importante. Il numero di posti di lavoro nel Paese è diminuito di 9 milioni tra il 2012 e il 2019, mentre più di 1 milione di giovani entrano ogni anno nel mercato del lavoro. Di conseguenza, secondo le statistiche ufficiali, il numero di disoccupati sotto i 29 anni è salito da 9 milioni nel 2012 a 25 milioni nel 2018. D'altra parte, il 90% dei posti di lavoro in India è ancora nel settore informale, caratterizzato dall'assenza di contratti di lavoro, assicurazioni e contributi pensionistici. Anche la situazione dei contadini è preoccupante. Ogni giorno ci sono contadini che si suicidano, pieni di debiti; altri sono costretti a lasciare i loro appezzamenti di terreno e a trasferirsi nei bassifondi cittadini.

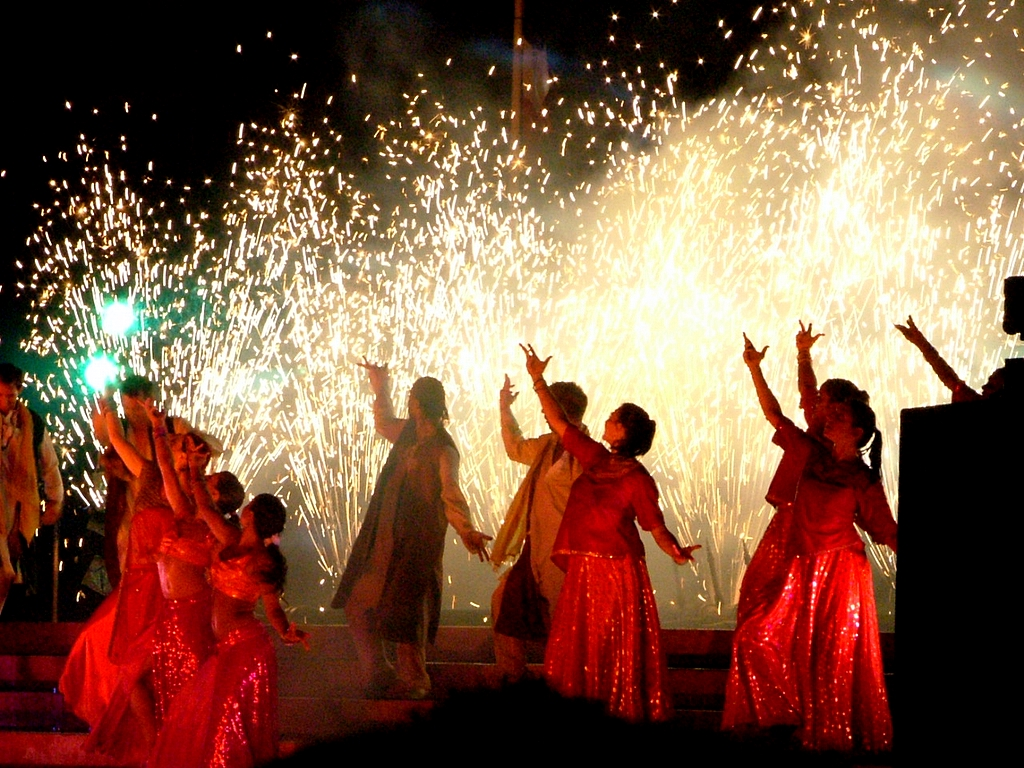
La fiorente industria cinematografica di Bollywood.

Negli ultimi anni l'India è riuscita a capitalizzare l'istruzione in lingua inglese di molte persone, diventando un'importante mèta di outsourcing per le società multinazionali e una popolare meta per il turismo medico. L'India è diventata anche grande esportatrice di software e finanza, ricerca e servizi tecnologici. Le sue risorse naturali comprendono seminativi, bauxite, cromite, carbone, diamanti, minerali di ferro, calcare, manganese, mica, gas naturale, petrolio, titanio.
Nel 2007 le esportazioni erano stimate in 140 miliardi di $ e le importazioni erano pari a 224,9 miliardi di $. Tessuti, gioielli, prodotti dell'ingegneria e software erano le principali voci dell'esportazione; mentre il petrolio greggio, macchinari, concimi, prodotti chimici lo erano fra le importazioni. I più importanti partner commerciali dell'India sono Stati Uniti, l'Unione europea e la Cina.
Negli ultimi anni, gli eventi meteorologici estremi, con ricorrenti siccità, ondate di calore e cicloni, sono stati uno dei principali fattori di calo dei redditi degli agricoltori. Secondo il Centre for Science and Environment, la più grande ONG ambientale indiana: "Siamo di fronte a una crisi agricola, con un'ondata di suicidi di contadini e manifestazioni contadine che sono triplicate..... Le parti non hanno l'intelligenza o una visione a lungo termine per intraprendere le azioni necessarie. Non esiste un piano d'azione nazionale per la prevenzione e l'adattamento.
Il metodo di calcolo del PIL è stato modificato nel 2014, consentendo di gonfiare artificialmente i dati di crescita. Il tasso di disoccupazione è così alto che il Ministero del Lavoro non ha fornito alcuna statistica dal 2016. I settori bancario e ferroviario hanno iniziato ad essere privatizzati. Negli ultimi anni sono stati ridotti i bilanci già molto bassi per la sanità e l'istruzione (rispettivamente 1,2% e 0,6% del PIL), così come altre spese sociali: sussidi all'occupazione, stanziamenti per le mense scolastiche, piani per l'accesso all'acqua potabile. Per quanto riguarda il diritto del lavoro, le modifiche approvate nel 2018 limitano ulteriormente le attività sindacali e tenderebbero a facilitare i licenziamenti e ad estendere l'orario di lavoro settimanale dei dipendenti.

### Disuguaglianze sociali e problemi alimentari
Anche se l'economia indiana è cresciuta costantemente nel corso degli ultimi due decenni, la sua crescita è stata irregolare e diseguale fra i diversi gruppi sociali, gruppi economici, regioni geografiche, e tra zone rurali e zone urbane.
La disparità di reddito in India è relativamente piccola (coefficiente di Gini: 36,8 nel 2004), anche se è aumentata ultimamente. Ma la distribuzione della ricchezza è maggiore, con il 10% della popolazione che possiede il 33% della ricchezza. Malgrado i significativi progressi economici, un quarto della popolazione della nazione si trova sotto la soglia di povertà individuata dal governo in 0,40 $ al giorno. Nel 2004-2005, il 27,5% della popolazione viveva sotto tale soglia.
La percentuale di persone che vivono al di sotto della soglia di povertà internazionale di 1,25 dollari al giorno è comunque diminuita dal 60% nel 1981, al 42% nel 2005.
L'85,7% della popolazione viveva con meno di 2,50 $ (PPP) al giorno nel 2005, rispetto all'80,5% dell'Africa subsahariana.
In tutte le statistiche FAO non c'è nessun dato che faccia presumere che a questa massa di popolazione, specialmente quella sotto la soglia di povertà, corrisponda un analogo problema dal punto di vista dell'approvvigionamento alimentare. Ciononostante da parte di alcuni studiosi, in convegni dedicati allo specifico tema, si è avanzata l'ipotesi che i dati ufficiali siano reticenti e nascondano una realtà molto più grave di quanto asserito dal governo e comunicato alla FAO.

### Trasporti

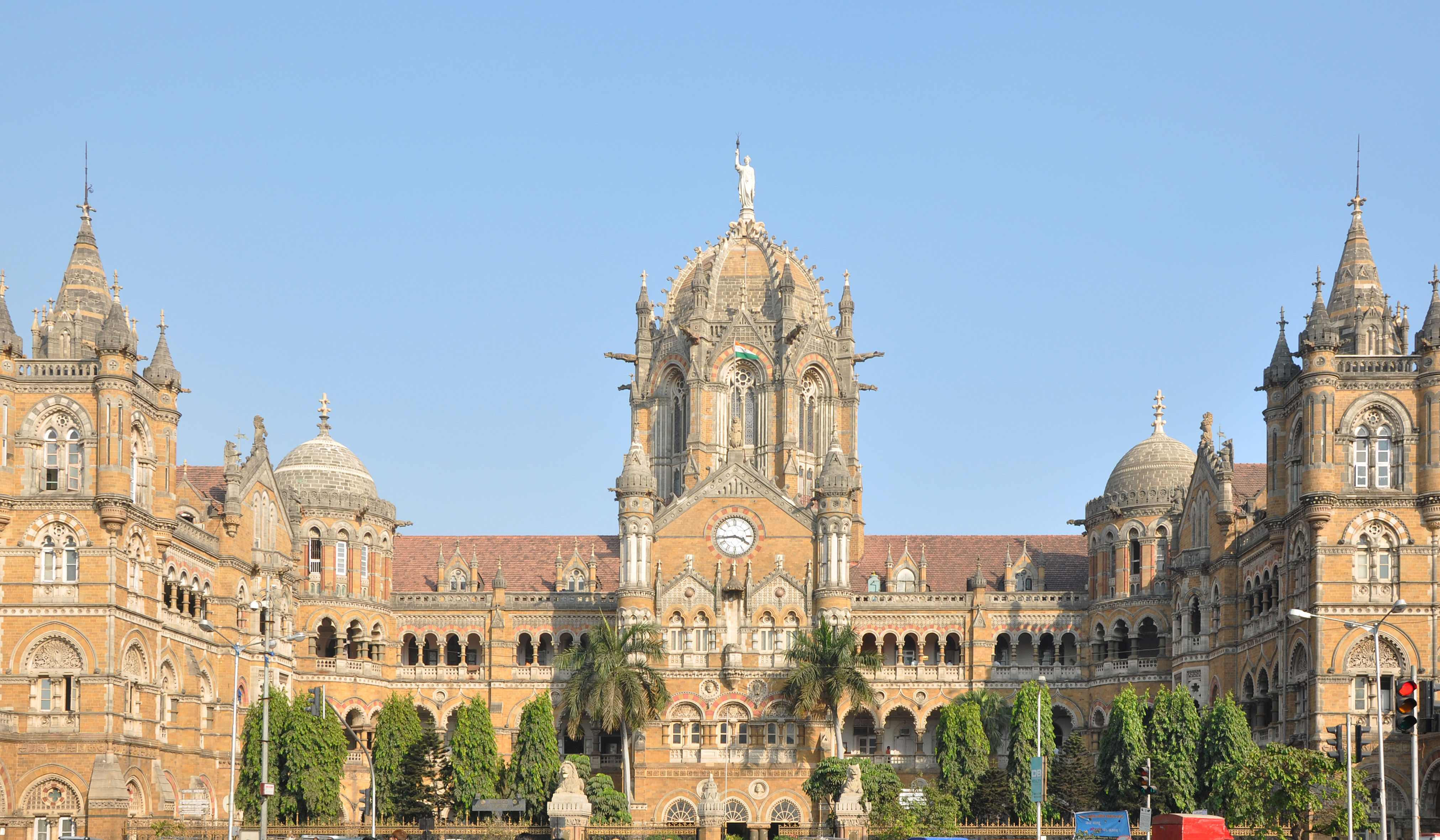
La stazione ferroviaria Chhatrapati Shivaji di Mumbai.

Il settore dei trasporti costituisce una parte importante dell'economia nazionale. Nel 2005 oltre il 40% delle famiglie indiane disponeva di una bicicletta di proprietà, con percentuali che oscillavano dal 30% al 70% a livello dei singoli stati. Circa il 10% delle famiglie possedeva una moto.
Le autovetture di proprietà sono a disposizione di pochi, pari a circa 0,7% dei nuclei familiari nel 2007, in crescita comunque rispetto allo 0,5% nel 2000.
In generale il trasporto pubblico soffre di tecnologia obsoleta, incapacità di gestione e bassa produttività del lavoro. Nonostante ciò l'India dispone della rete ferroviaria della Indian Railways, la più estesa del mondo e la quarta in termini di utilizzo.
Copre una superficie di 63140 km, con 6 miliardi di passeggeri all'anno e 350 milioni di tonnellate di merci trasportate.
La crescita del commercio internazionale è supportata dalla rete dei porti.
La domanda di infrastrutture di trasporto e dei servizi correlati ha tassi di crescita di circa il 10 per cento l'anno.
Nel 2021 il traffico dati è cresciuto del 30%, raggiungendo i 17 gigabyte per utente. L'economia digitale è cresciuta a un ritmo doppio rispetto agli altri settori economici.

## Ambiente
L'India è passata dal 140º al 177º posto tra il 2016 e il 2018 nell'Environmental Performance Index compilato dai ricercatori delle università di Yale e Columbia. In particolare, lo studio evidenzia il "preoccupante" deterioramento della qualità dell'aria.

### Flora e fauna

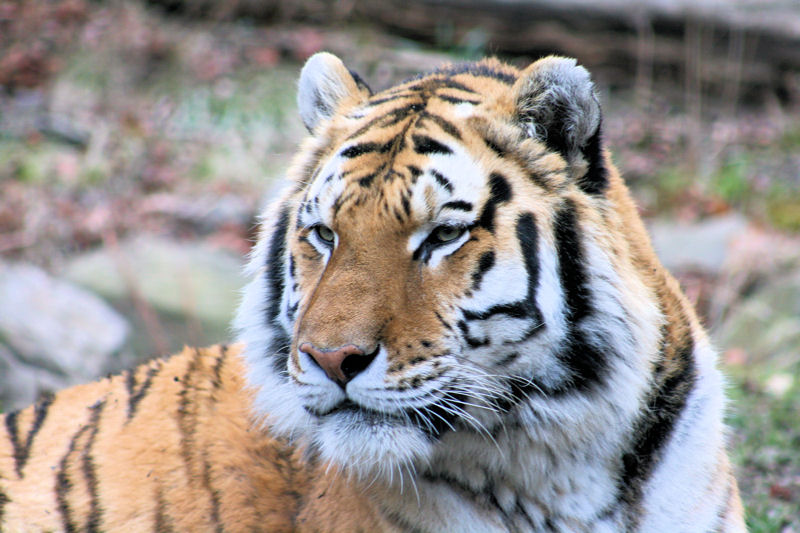
Tigre del Bengala.

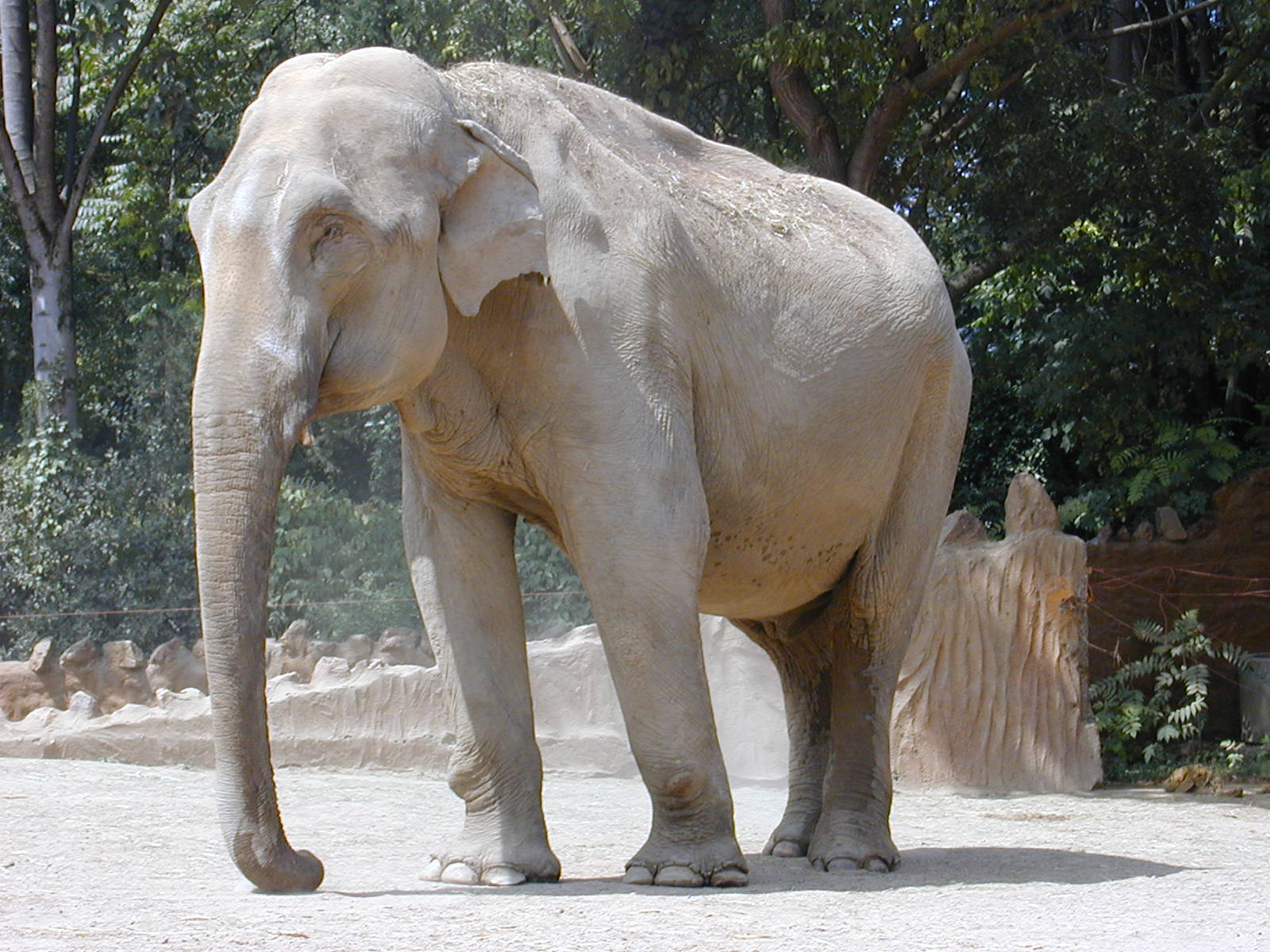
L'Elefante asiatico.

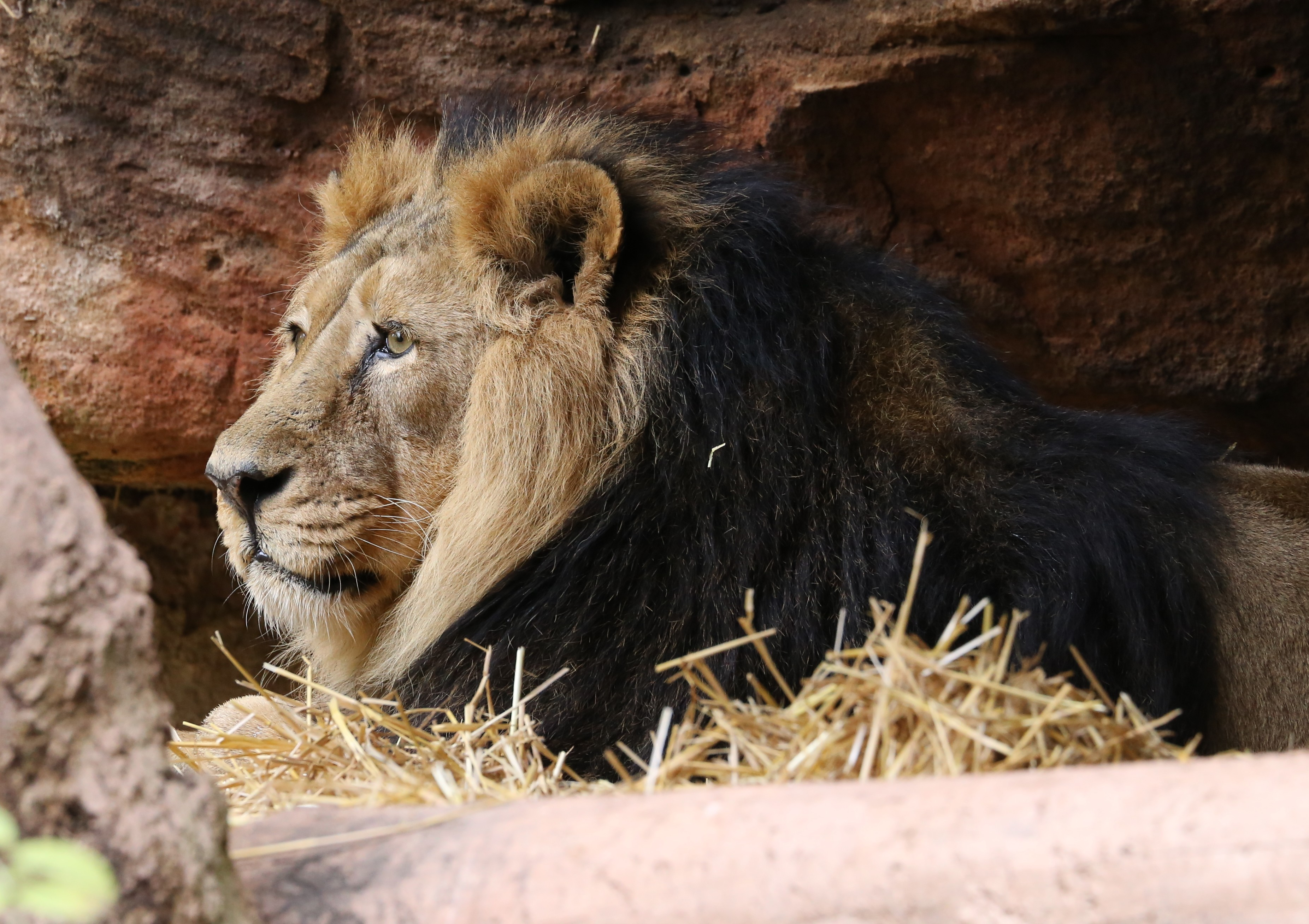
Il leone asiatico: si trova ormai soltanto nella Foresta di Gir, nel Gujarat.

L'India, che si trova all'interno dell'ecozona indomalese, presenta un'accentuata biodiversità. Questa caratteristica fa sì che il subcontinente indiano sia considerato uno dei diciassette paesi megadiversi (i paesi con la più elevata biodiversità), ed è patria del 7,6% di tutti i mammiferi del pianeta, il 12,6% di tutti gli uccelli, il 6,2% di tutti i rettili, del 4,4% di tutti gli anfibi, dell'11,7% di tutti i pesci, e del 6,0% di tutte le specie di fiori.
Molte ecoregioni, come le foreste shola (foreste sempreverdi d'alta quota caratteristiche dell'India meridionale), presentano tassi estremamente elevati di endemicità; globalmente il 33% delle specie di piante dell'India sono endemiche.
La copertura forestale indiana è fortemente variegata e va dalla foresta pluviale tropicale delle isole Andamane, dei Ghati occidentali e della regione Nord orientale del paese, alle conifere dell'Himalaya. Fra questi due estremi trovano spazio le foreste decidue delle regioni umide dell'India orientale, le foreste delle regioni più secche in cui domina il tek (India centrale e meridionale), le foreste del Deccan centrale e della pianura gangetica occidentale in cui domina l'Acacia nilotica.
All'interno della flora indiana merita ulteriore menzione la pianta medicinale del neem (Azadirachta indica), ampiamente utilizzato nelle zone rurali del paese nei rimedi erboristici.
Molte delle specie sono lontane discendenti delle specie anticamente presenti nel continente preistorico del Gondwana, cui apparteneva originariamente l'India. Il movimento successivo del subcontinente indiano che portò alla collisione contro la Laurasia interruppe lo scambio con queste specie che rimasero isolate, ma gli sconvolgimenti naturali, come il vulcanismo, e i cambiamenti climatici, 20 milioni di anni fa causarono l'estinzione di molte specie endemiche indiane.
Molti mammiferi di origine asiatica penetrarono nel subcontinente attraverso l'Himalaya.
In conseguenza, tra le svariate specie animali presenti in India, solo il 12,6% dei mammiferi e il 4,5% degli uccelli sono endemiche, contro il 45,8% dei rettili e il 55,8% degli anfibi. Alcuni importanti esempi di endemismo sono il Trachypithecus johnii (una scimmia) e il Duttaphrynus beddomii (un rospo) dei Ghati occidentali.
In India sono segnalate 172 (il 2,9%), della specie minacciate designate dall'Unione internazionale per la conservazione della natura.
Queste includono il Leone asiatico, la tigre del Bengala, e il grifone del Bengala.

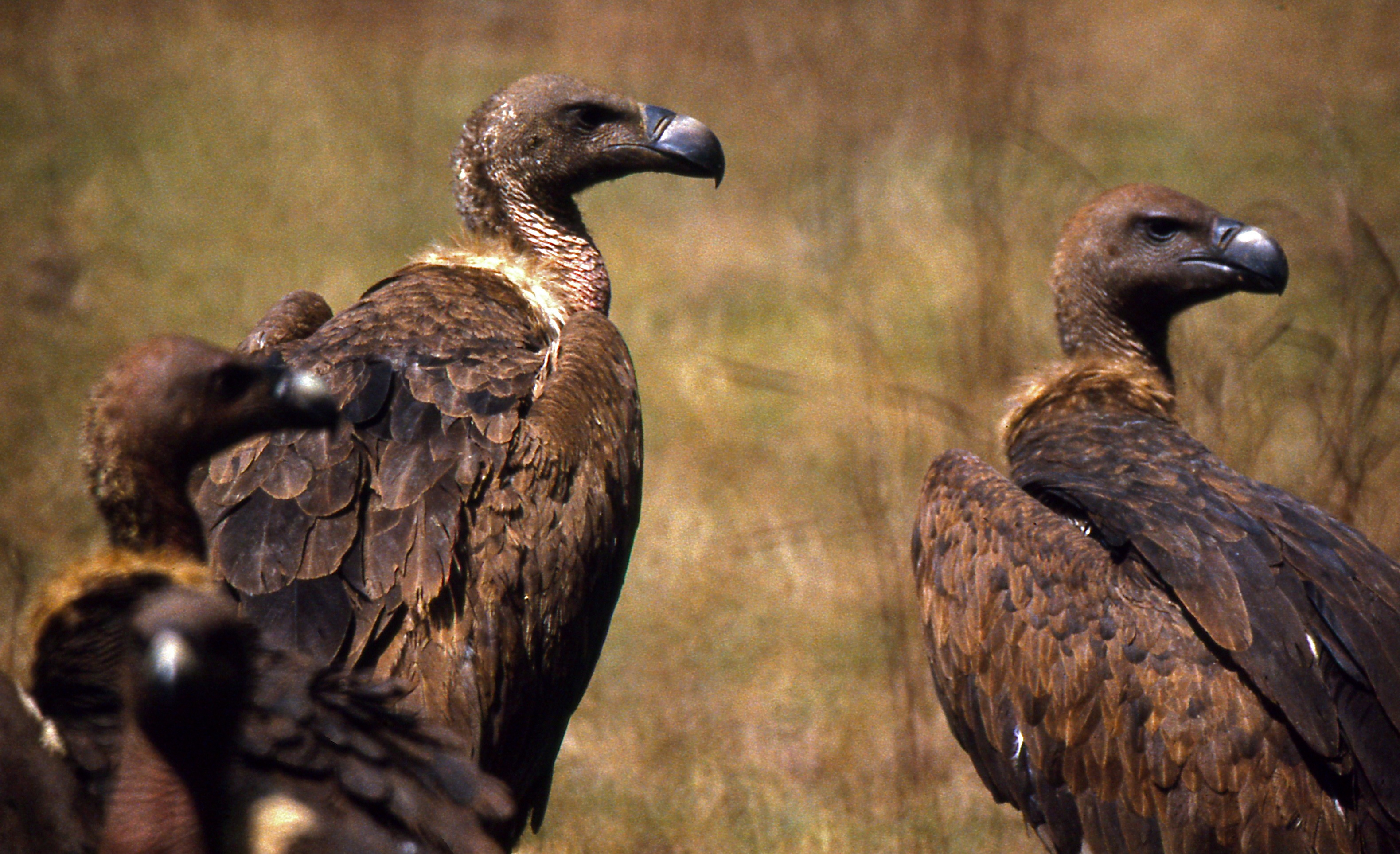
Due grifoni del Bengala: questi avvoltoi indiani sono altamente sociali e vivono in stormi numerosi.

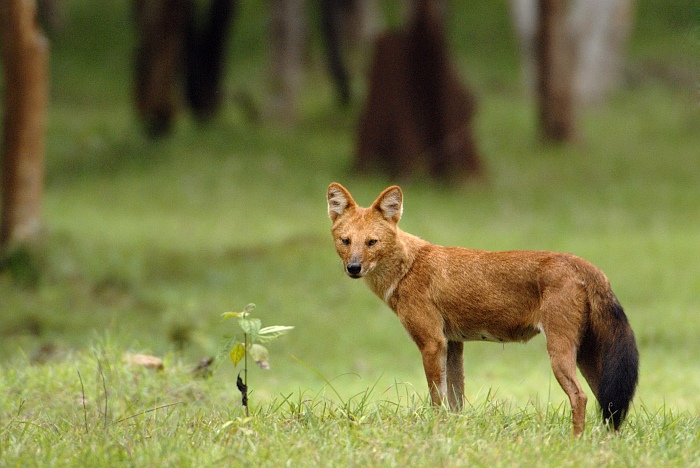
Il cane selvatico indiano "dhole".

La pressione demografica ha posto una minaccia ulteriore alla fauna selvatica; in risposta, il sistema dei parchi nazionali e delle aree protette è stato notevolmente ampliato. Nel 1972 veniva emanata una legge sulla protezione della fauna selvatica e il Progetto Tigre per la salvaguardia dell'habitat di questo animale; inoltre, una legge sulla conservazione delle foreste venne promulgata nel 1980. Insieme a più di cinquecento santuari della fauna selvatica, l'India ospita tredici riserve della biosfera, quattro delle quali fanno parte della Rete mondiale di riserve della biosfera. Venticinque zone umide sono registrate ai sensi della Convenzione di Ramsar.

## Cultura

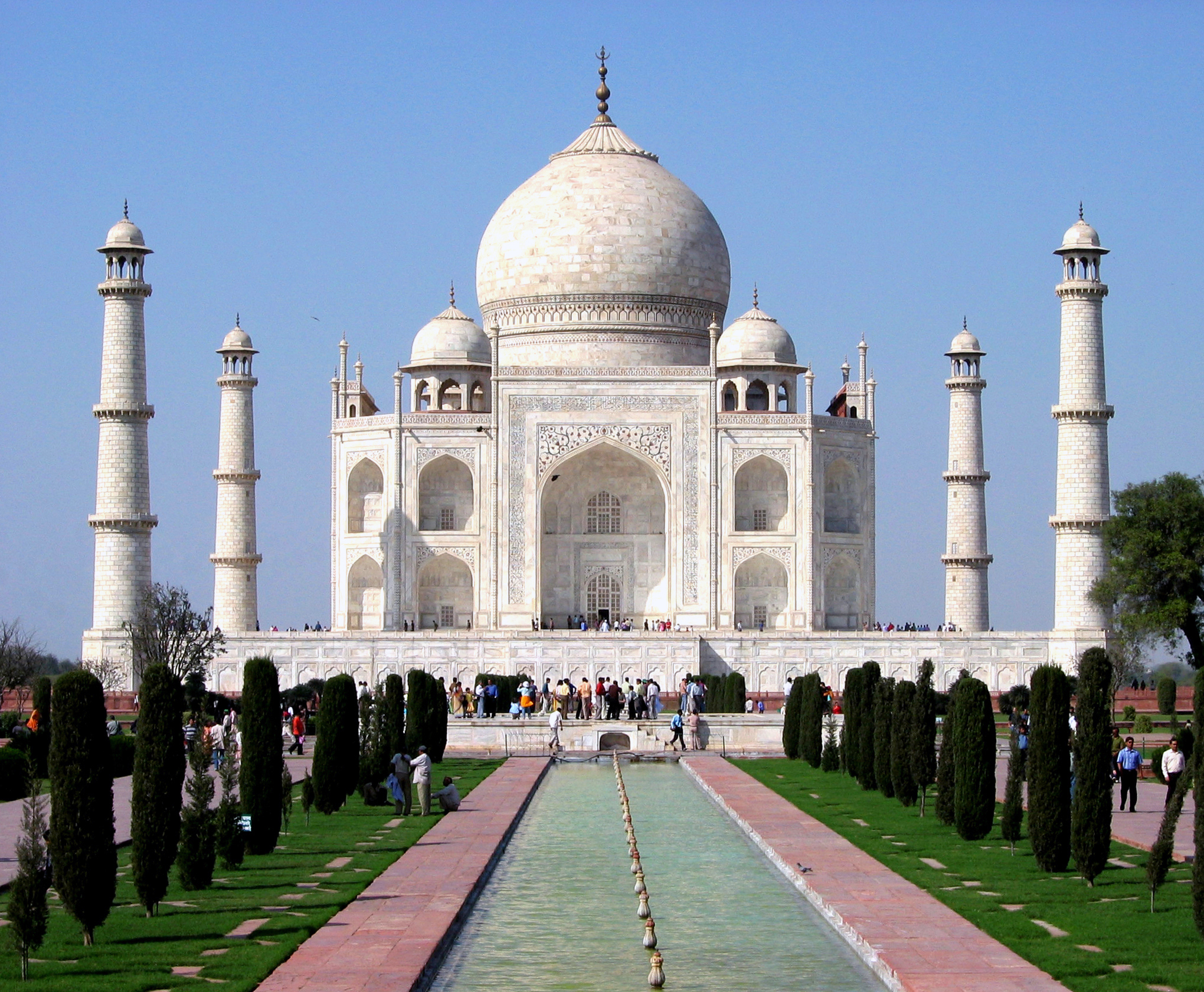
Il Taj Mahal ad Agra.

In campo culturale l'India è contrassegnata da un elevato grado di sincretismo e pluralismo culturale. Il subcontinente è riuscito a preservare le proprie antiche tradizioni, assorbendo nel frattempo nuovi costumi, tradizioni e idee portati da popoli invasori e immigrati, diffondendo la propria influenza culturale verso altre parti dell'Asia.

### Architettura
L'architettura rappresenta la diversità della cultura indiana. Molti monumenti di rilievo, come ad esempio il Taj Mahal, o altri esempi di architettura dell'epoca Moghul o dell'India meridionale, si compongono di una miscela che assomma le antiche tradizioni locali e idee provenienti da diverse parti del paese e dall'estero. L'architettura vernacolare mostra al pari notevoli varianti regionali.
Nel contesto della rilevanza mondiale del patrimonio architettonico indiano, è da ricordare che, nel 2007, il Taj Mahal è stato inserito nella Lista delle Nuove sette meraviglie del mondo

### Patrimoni dell'umanità
Numerosi siti indiani sono stati iscritti nella Lista dei patrimoni dell'umanità dell'UNESCO.

### Filosofia
Nel XIX secolo, in ambito filosofico, si distinse il pensiero e la figura di Ram Mohan Roy (1772-1833), uno dei più importanti esponenti del modernismo riformatore indiano, di cui fu anche fondatore e che diede notevoli contributi sia in campo sociale che religioso.
Nel XX secolo si affermò, tra gli altri, la figura del filosofo Sarvepalli Radhakrishnan (1888-1975): oggi in India, in onore alla sua data di nascita, il 5 settembre, si celebra la Festa degli insegnanti.

### Letterature indiane

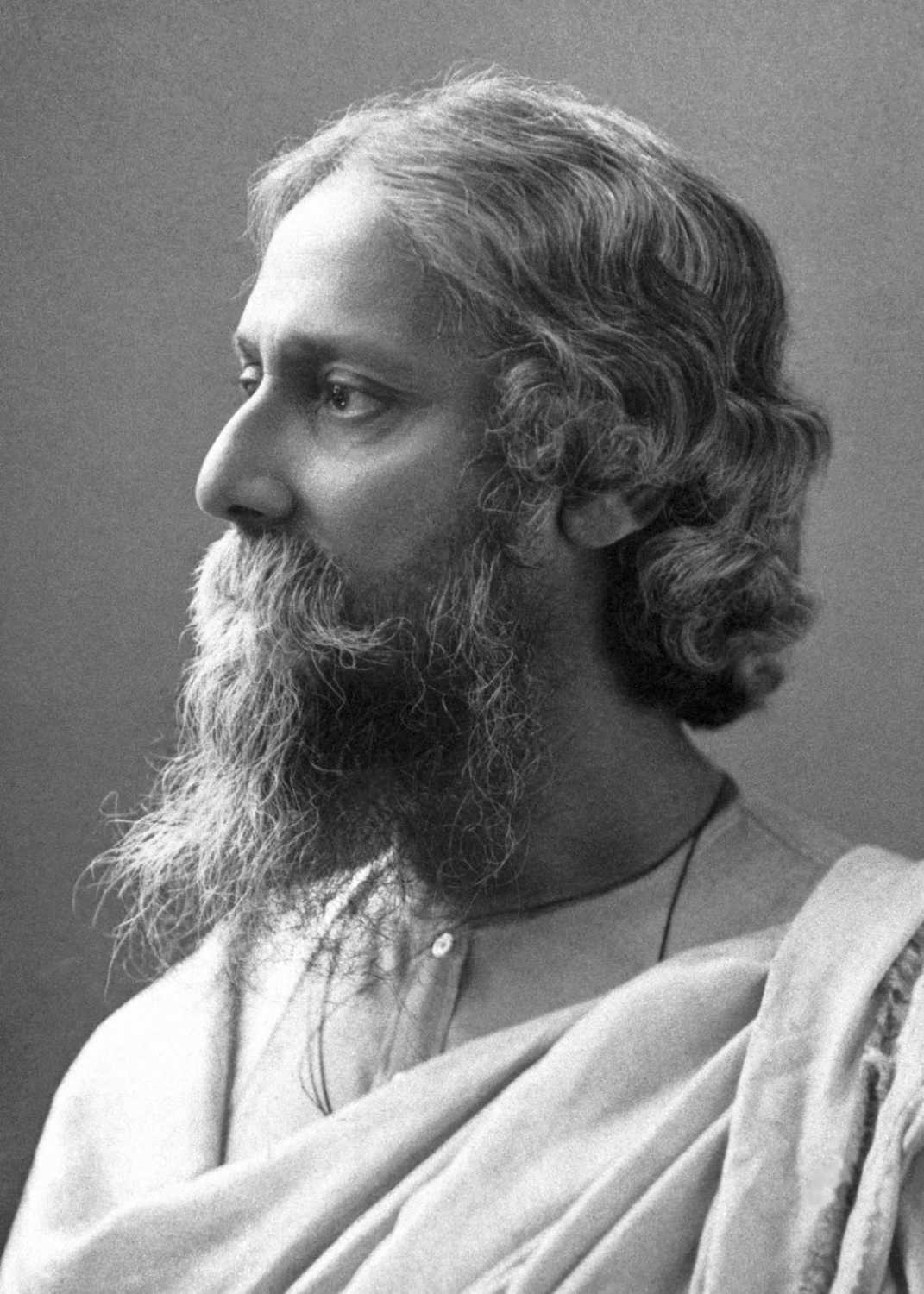
Rabindranath Tagore, Premio Nobel per la letteratura nel 1913.

L'India è un vero arcipelago di lingue e dialetti, alcuni dei quali hanno espresso letterature fiorenti e di assoluto valore artistico. Accanto alle lingue indiane principali (hindi, urdu, tamil, maratha ecc.) autori indiani, spesso bi o tri-lingui, hanno scritto sin dal medioevo in persiano; a partire dal XX secolo, è emersa pure una sempre più consistente letteratura indiana in lingua inglese. Per questo è fuorviante, e storicamente errato, parlare di "letteratura indiana" al singolare.
Le prime opere di letteratura indiana - strettamente legate alla cultura religiosa - sono state trasmesse per via orale e solo in epoca più tarda messe per iscritto. Si tratta di opere letterarie in lingua sanscrita come i Veda, le opere epiche del Mahābhārata del Rāmāyaṇa e dei Purāṇa, che hanno il rango di Sacre Scritture; a queste si aggiunge poi il dramma, la poesia, il teatro e, soprattutto, una ricchissima trattatistica religiosa e filosofica alimentata dalle diverse scuole e dottrine in seno all'Induismo e al Buddhismo, ma anche all'Islamismo, al Giainismo e alle altre fedi presenti nel subcontinente. Questa ampia letteratura filosofica e religiosa, che continua nel medioevo con i grandi maestri (Gauḍapāda, Śaṅkara, Rāmānuja e le loro scuole ecc.), ha conosciuto un crescente successo anche in Occidente a partire dagli studi degli orientalisti dall'800 in poi, in virtù di mode e tendenze culturali che guardano all'India come al serbatoio inesauribile di ogni saggezza.
Nel medioevo, a seguito della lunga dominazione musulmana (Sultanato di Delhi XIII-XV sec., quindi Impero dei Moghul) protrattasi fino a metà '800, la letteratura colta si espresse soprattutto in lingua urdu e in persiano, le lingue dell'intellighenzia musulmana che gravitava intorno alle corti. Esemplare è la figura del musulmano Amir Khusrow di Delhi (m. 1301), plurilingue prolifico autore di masnavi (poemi di tono romanzesco o epico) che appartengono sia ai capolavori della letteratura persiana sia a quelli della letteratura in lingue indiane. La letteratura religiosa medievale è quanto mai varia. Oltre alla trattatistica su menzionata, si può citare la ricca tradizione poetica di ispirazione religiosa opera di santi induisti. Si va dagli Inni degli Alvar, dodici leggendari poeti-santi dei secoli VI-IX che vagavano di tempio in tempio nell'India meridionale e scrissero in lingua tamil, ai cosiddetti "Sant", poeti mistici dei secoli XIII-XVII che, scrivendo in lingua hindi o maratha, rielaborarono in chiave di eros mistico il patrimonio delle dottrine tradizionali. Si presentano inoltre interessanti casi di sincretismo religioso come ad esempio il Canzoniere del mistico Kabīr di Benares vissuto nel XV sec., o il poema in lingua avadhi Padmavat definito "un immenso affresco... della luminosa civiltà hindu-musulmana" (G. Milanetti), opera di M. M. Jayasi della prima metà del XVI sec. - due autori che, superando le barriere etnico-religiose e linguistiche, anticipano il clima di "ecumenica tolleranza" religiosa dell'imperatore moghul Akbar (1542-1605) e s'impongono all'ammirazione di tutti gli indiani. La letteratura in lingua hindi è gradualmente cresciuta nel subcontinente, soprattutto a partire dal periodo coloniale britannico e si è imposta definitivamente con la decolonizzazione dopo che l'urdu era divenuto la lingua ufficiale del Pakistan. Accanto a essa ha continuato a svilupparsi la letteratura in lingua persiana, raggiungendo soprattutto in poesia con il grande Bidel (o Bedil, m. a Delhi 1721), notissimo anche in Asia Centrale, e con Ghālib (m. a Delhi 1869), poeta bilingue che apre la grande stagione moderna della lirica nella letteratura urdu, risultati estetici unanimemente ammirati.
Tra gli scrittori indiani moderni (attivi sia in lingue indiane, che in inglese) universalmente noto è Rabindranath Tagore, autore di poesie romanzi saggi e racconti, che vinse il Premio Nobel nel 1913; da ricordare anche Muhammad Iqbal (m. 1939), scrittore e riformista religioso, che scrisse poesie in urdu e in persiano, raggiungendo nelle rispettive letterature vertici di assoluto rilievo. A partire dal secondo dopoguerra sono emersi numerosi autori che esprimono l'incontro/scontro dell'India arcaica con la modernizzazione, come ad esempio il longevo R. K. Narayan (1906-2001) e la letterata, linguista, sociologa e scrittrice in lingua marathi Durga N. Bhagvat (1910 - 2002); a partire dagli anni ottanta hanno riscosso fama mondiale alcuni narratori di espressione inglese e di origini indiane come Anita Desai, H. Kureishi, Vikram Seth, Arundhati Roy e soprattutto Salman Rushdie e V.S. Naipaul (Premio Nobel 2001), perlopiù residenti in Occidente, che insieme hanno costruito quello che è definita "letteratura anglo-indiana", il ramo più consistente della letteratura postcoloniale di area inglese.
Tra le scrittrici ricordiamo inoltre la poetessa hindi Mahadevi Varma e Mahasweta Devi, che fu anche attivista e tra le più note scrittrici indiane in lingua bengali e ancora la poetessa Amrita Pritam. Poetessa e sostenitrice dei diritti civili fu Sarojini Naidu.

### Teatro
Il teatro in India spesso incorpora elementi musicali e di danza, con dialoghi sia improvvisati che scritti. Spesso trova le sue basi nella mitologia induista, ma anche da romanzi medievali e da notizie di interesse sociale ed eventi politici. Il teatro indiano comprende: bhavai dello Stato del Gujarat, jatra del Bengala Occidentale, nautanki e ramlila dell'India settentrionale, tamasha del Maharashtra, terukkuttu del Tamil Nadu, e yakshagana del Karnataka.

### Wrestling
Nella storia del wrestling, l'India ha The Great Khali, che ha militato in WWE, dove ha vinto una volta il World Heavyweight Championship.

### Cinema

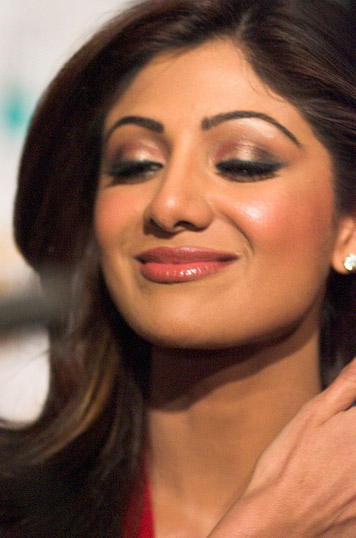
Shilpa Shetty, una famosa attrice del cinema di Bollywood.

L'industria cinematografica indiana è la più grande al mondo. Bollywood, con sede nella città di Bombay, possiede la più prolifica industria cinematografica del pianeta: secondo il Central Board of Film Certification of India - l'ufficio che si occupa di visionare e approvare i film - solo nel 2003 sono stati prodotti 877 film e 1 177 cortometraggi.
Gran parte della produzione corrisponde al cinema regionale nelle varie lingue ufficiali dell'India. Tra il cinema regionale si evidenzia quello in lingua tamil prodotto a Chennai. Tuttavia, il cinema regionale ha scarsa rilevanza in tutto il paese, e i grandi successi sono generalmente filmati in lingua hindi, che costituisce un quinto della produzione totale.
Il 73% dei biglietti in Asia e zona del Pacifico è venduto in India, e sempre il Central Board of Film Certification of India dichiara che ogni tre mesi un miliardo di persone - cioè l'intera popolazione indiana - si reca al cinema.
Il Dadasaheb Phalke Award, istituito nel 1966, oggi, è il più importante premio della cinematografia indiana, intitolato al "padre del cinema indiano" Dadasaheb Phalke (1870-1944): un suo film, Raja Harishchandra (1913), è stato il primo film indiano.

### Musiche e danze

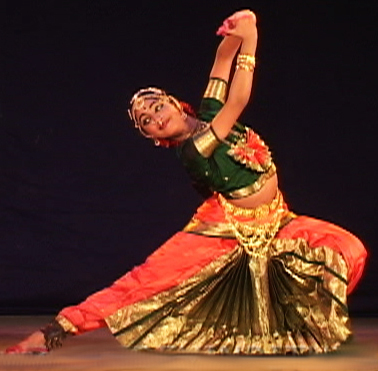
Il bharatanatyam.

La musica indiana è un'altra componente culturale che copre una vasta gamma di tradizioni e stili regionali. La musica classica in gran parte comprende i due generi: al Nord la musica industani, al Sud la musica carnatica e le loro varie forma di musica folk regionale. Le forme regionali di musica popolare comprendono il filmi e la musica folk (di cui una forma nota è il baul).
Anche la danza indiana ha altresì esempi di forma folk e classica. Tra le principali danze folcloristiche vi è il bhangra del Punjab, bihu dell'Assam, chhau del Bengala Occidentale, Jharkhand e Orissa, thumka dance e il ghoomar del Rajasthan. Otto forme di danza, con molti elementi narrativi e mitologici hanno ottenuto lo status di "danza classica" dal Sangeet Natak Akademi (l'Accademia Nazionale di Musica, Danza e Teatro) e alcune di queste sono: bharatanatyam dello Stato del Tamil Nadu, kathak in Uttar Pradesh, kathakali e mohiniyattam nel Kerala, kuchipudi dell'Andhra Pradesh.
Una delle figure più rilevanti che diede un grande contributo alla danza tradizionale indiana fu Rukmini Devi (1904-1986), Alla Rakha fu noto suonatore di Tabla, mentre per il genere pop e musica classica indiana ricordiamo, tra le altre, Shreya Ghoshal. Altra cantante nota è Priyanka Chopra, autrice, tra l'altro, del singolo Exotic (2013). Britannico ma di origine indiana è il cantante e rapper Panjabi MC, noto in particolare per il singolo Mundian To Bach Ke (2002).

### Scienza

#### Fisica
L'apporto scientifico dato dall'India fu notevole: nel XX secolo ricordiamo la figura di Subrahmanyan Chandrasekhar (1910-1995), naturalizzato statunitense, Premio Nobel per la fisica, nel 1983, ricordato soprattutto per il Limite di Chandrasekhar.
Misconosciuta è poi la figura di Jagadish Chandra Bose che, tre anni prima di Guglielmo Marconi, realizzò con successo importanti e riusciti esperimenti nel campo delle onde radio.
Misconosciuta è in parte stata anche la figura del fisico Satyendranath Bose (1894-1974), che di Jagadish Chandra Bose fu allievo e che ha dato il proprio nome al bosone, grazie ai suoi rivoluzionari studi del 1924, che formulavano una nuova statistica quantistica per le particelle di spin intero (statistica di Bose-Einstein): lavoro inviato da lui ad Albert Einstein perché lo leggesse e lo traducesse.
Malgrado l'eccezionalità e l'originalità dei suoi studi egli non fu però mai insignito del Premio Nobel per la fisica.
Si ricorda poi Homi Jehangir Bhabha (1909-1966) che diede il nome ad esempio allo scattering di Bhabha.

#### Matematica

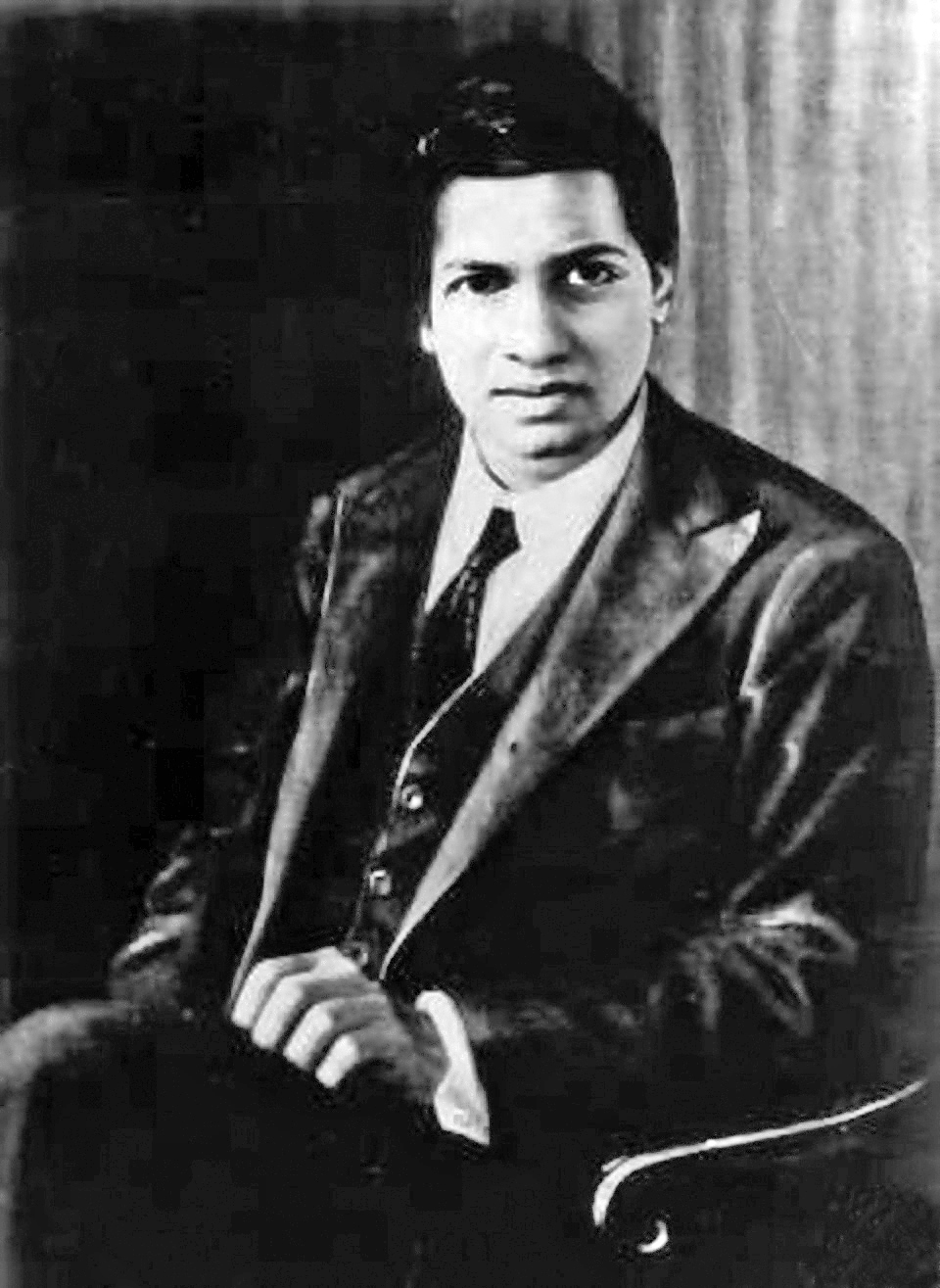
Srinivasa Ramanujan, tra i massimi matematici del XX secolo.

Tra i più rilevanti matematici indiani spicca la figura di Brahmagupta (598-668), noto come il padre dell'aritmetica, che diede importanti contributi nel campo dell'algebra. Una delle figure più importanti del XX secolo, in ambito matematico, è rappresentato da Srinivasa Ramanujan, che si è occupato principalmente della teoria analitica dei numeri: oggi la data della sua nascita il 22 dicembre viene celebrata in India con la "Giornata nazionale della matematica" e il 2012 è stato celebrato come "Anno nazionale della matematica".

#### Medicina
In ambito medico molto importante, tra gli altri, nell'antichità, la figura di Suśruta, il padre della chirurgia, autore del Suśruta-Saṃhitā (c. VI secolo a.C.)

#### Altri contributi scientifici
Altra personalità scientifica importante fu Prasanta Chandra Mahalanobis (1893-1972), noto in statistica per la distanza di Mahalanobis, nel 1936.
Inoltre è da ricordare, nel corso del XX secolo, la figura di Shakuntala Devi (1929-2013), bambina prodigio, definita spesso "computer umano", per la eccezionale rapidità nell'eseguire complicate operazioni matematiche in pochi secondi.

#### L'India nello spazio
- 19 aprile 1975: viene lanciato Aryabhata, il primo satellite indiano
- 3 aprile 1984: Rakesh Sharma è stato il primo astronauta di nazionalità indiana ad andare nello spazio
- Il 23 agosto 2023 alle 12.32 UTC[157] la sonda Chandrayaan-3 completa l'allunaggio con successo rendendo l'India il quarto paese al mondo a compiere tale impresa (dopo Unione Sovietica, Stati Uniti e Cina) e il primo a raggiungere il polo sud lunare.[158][159][160][161]

## Intolleranza religiosa

### Persecuzione dei musulmani
Anche i musulmani hanno subito e subiscono persecuzioni in India, soprattutto dove sono una minoranza rispetto agli indù.
Secondo le cifre ufficiali ci furono 6 933 episodi di violenza tra il 1954 e il 1982 e tra il 1968 e 1980, con l'uccisione di 530 indù e 1 598 musulmani, con un totale di 3 949 casi di violenza di massa.

## Sport
In India lo sport è praticato soprattutto dalle classi ricche e dagli alti ceti della popolazione. Sono soprattutto sport di origine anglosassone i più praticati come il cricket, l'hockey su prato, il polo e il tennis. Cresce anche il rugby, mentre è scarsamente seguito il calcio.

### Cricket

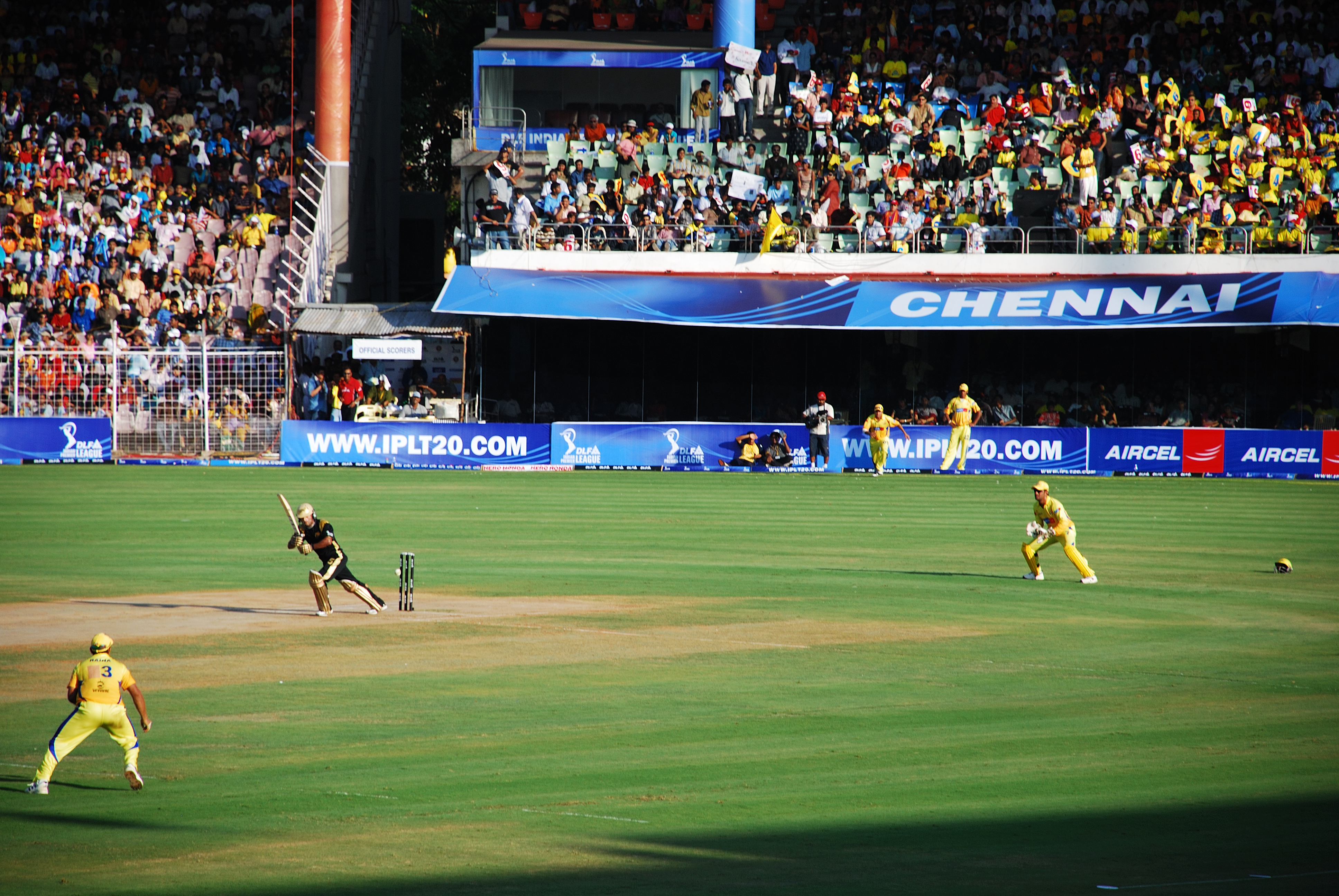
Una partita della Indian Premier League di Cricket (Chennai-Calcutta) al M. A. Chidambaram Cricket Stadium.

L'India è la seconda nazione più titolata al mondo, avendo vinto il campionato mondiale nel 1983 e nel 2011. Si è piazzata altresì seconda nell'edizione del 2003, in Sudafrica, dietro l'Australia e nel 2023, dove perse contro l'Australia. L'India ha anche ospitato i Campionati del Mondo di cricket nel 1987 (insieme al Pakistan) e nel 1996 (insieme a Pakistan e Sri Lanka) oltre che l'edizione 2023. In campo femminile, la Nazionale indiana è giunta seconda ai Mondiali di Sudafrica 2005, dietro l'Australia. L'India ha anche ospitato i mondiali femminili nel 1977 e nel 1997.

### Hockey su prato
L'India ha anche vinto il Campionato mondiale di hockey su prato nel 1975, in Malesia, battendo nella finale di Kuala Lumpur il Pakistan. È giunta seconda nell'edizione del 1973, nei Paesi Bassi, dietro i padroni di casa, e terza nella prima edizione del torneo, Spagna 1971, dietro a Pakistan e Spagna. L'India ha anche ospitato l'edizione del 1982 in cui vinse il Pakistan, e ha ospitato i mondiali del 2010.

### Giochi olimpici
Nella storia delle Olimpiadi, la nazionale indiana detiene il record di medaglie d'oro nell'Hockey su prato maschile, avendo vinto 8 tornei: Amsterdam 1928, Los Angeles 1932, Berlino 1936, Londra 1948, Helsinki 1952, Melbourne 1956, Tōkyō 1964 e Mosca 1980. È arrivata seconda a Roma 1960 dietro al Pakistan, e terza nelle edizioni di Città del Messico 1968 e Monaco di Baviera 1972.
Il primo oro olimpico per l'India fu conquistato dalla Nazionale di hockey su prato dell'India, ai Giochi olimpici di Amsterdam 1928. La prima medaglia olimpica per l'India fu conquistata da Norman Pritchard, con due argenti nei 200 metri piani e 200 metri ostacoli, alle Olimpiadi di Parigi 1900.

### Calcio
Il massimo campionato di calcio professionistico indiano è rappresentato dalla I-League, a cui si aggiunge l'Indian Super League. La Nazionale di calcio dell'India, controllata dalla Federazione calcistica dell'India, ha ottenuto, in ambito internazionale, altalenanti risultati, tra cui un secondo posto nella Coppa d'Asia del 1964. Ha come attuale capocannoniere con 92 reti Sunil Chhetri.

### Tennis
L'India può vantare numerosi tennisti specializzati soprattutto nel doppio, come Leander Paes (vincitore di tredici Slam tra doppio e doppio misto e della medaglia di bronzo nel singolare alle Olimpiadi di Atlanta 1996), Mahesh Bhupathi (vincitore di dodici Slam tra doppio e doppio misto ed ex numero 1 al mondo di doppio proprio con Paes), Rohan Bopanna (compagno di Bhupathi) e Sania Mirza (vincitrice insieme a Bhupathi dell'Australian Open 2009 e del Roland Garros 2012, con Bruno Soares dello US Open 2014 e attuale compagna della svizzera Martina Hingis per gli incontri di doppio femminile). Altro tennista degno di nota è Yuki Bhambri (classe 1992), capace di raggiungere la vetta della classifica mondiale giovanile vincendo l'Australian Open 2009 di categoria. Va inoltre ricordata la medaglia d'argento conquistata ai Giochi olimpici giovanili estivi 2010.

### Altri sport e giochi
Nel mondo della Formula 1 l'India è stata rappresentata dalla scuderia Force India (2008-2018, prima di diventare Racing Point) e dai piloti Narain Karthikeyan e Karun Chandhok; il primo ha preso parte alle gare della categoria fino al 2012, mentre il secondo fino al 2011.
Dal 2011 al 2013 si è tenuto il Gran Premio d'India sul Buddh International Circuit di Greater Noida, a 50 km da Delhi. Il vincitore di tutte e tre le edizioni è stato il tedesco Sebastian Vettel.
Secondo alcune fonti, in India sarebbe stato inoltre inventato il gioco degli scacchi, nel VI secolo d.C.

## Tradizioni

### Gastronomia
La cucina indiana è caratterizzata da una grande varietà di stili regionali e sofisticati, con uso di erbe e spezie, ad esempio il garam masala. I prodotti alimentari di base sono il riso (in particolare nel sud e nell'est) e il frumento (soprattutto nel nord). Tra le spezie originarie del subcontinente indiano ed ora consumate in tutto il mondo si segnala il pepe nero.
Un esempio di dolce tipico a base di yogurt è lo shrikhand.

### Moda
Gli abiti tradizionali indiani variano nelle diverse regioni per colori e stili, e sono influenzati da vari fattori, tra cui il clima. Tra gli abiti popolari si includono il sari per le donne e il dhoti per gli uomini; tra gli abiti cuciti vi è il salwar kamiz per le donne e il kurta-pyjama per gli uomini, oltre naturalmente agli abiti di origine occidentale.

### Festività nazionali
| Data       | Nome                                | Significato                                                                          |
| ---------- | ----------------------------------- | ------------------------------------------------------------------------------------ |
| 26 gennaio | Giorno della Repubblica Indiana     | Festa Repubblica Indiana e entrata in vigore della Costituzione dell'India, nel 1950 |
| 15 agosto  | Giorno dell'indipendenza dell'India | celebra l'indipendenza dell'India dal Regno Unito, nel 1947                          |
| 2 ottobre  | Gandhi Jayanti*                     | celebra la nascita del Mahatma Gandhi                                                |

- Nel contesto internazionale la data di nascita del Mahatma Gandhi del 2 ottobre, viene celebrata nel mondo con la Giornata internazionale della nonviolenza

### Altre festività
Molte delle feste indiane sono di origine religiosa, anche se molte sono celebrate a prescindere dalla casta e dal credo. Tra le principali vi sono Diwali, Thai Pongal, Holi, Onam, Vijayadasami, Durga Puja, Eid ul-Fitr, Natale, Buddha Jayanti e Vaisakhi. L'India ha tre festività nazionali. Altre festività, che variano tra le nove e le dodici, sono ufficialmente osservate nei singoli Stati. Le pratiche religiose sono parte integrante della vita quotidiana. Inoltre il 5 settembre di ogni anno si celebra la festa degli insegnanti, in onore alla data di nascita del filosofo e politico indiano Sarvepalli Radhakrishnan.

## Bibliografia

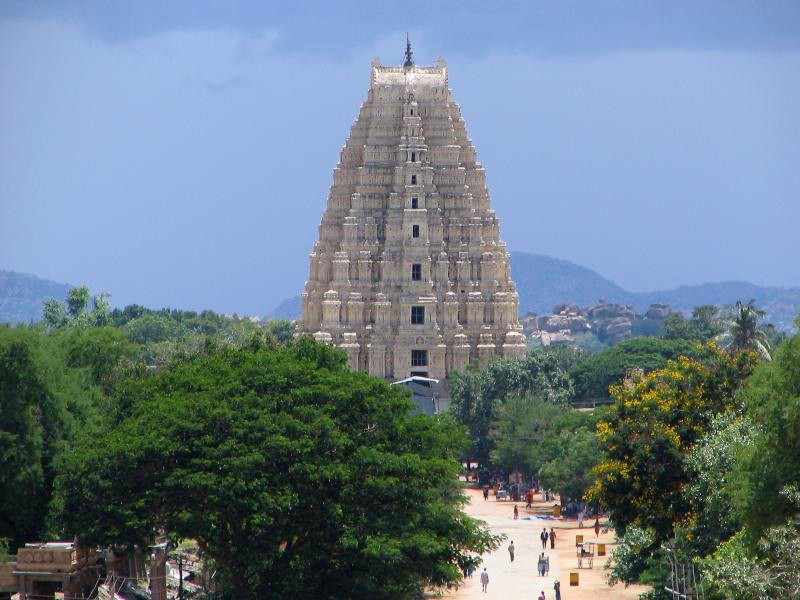
Rovine dell'antica capitale dell'Impero di Vijayanagara.

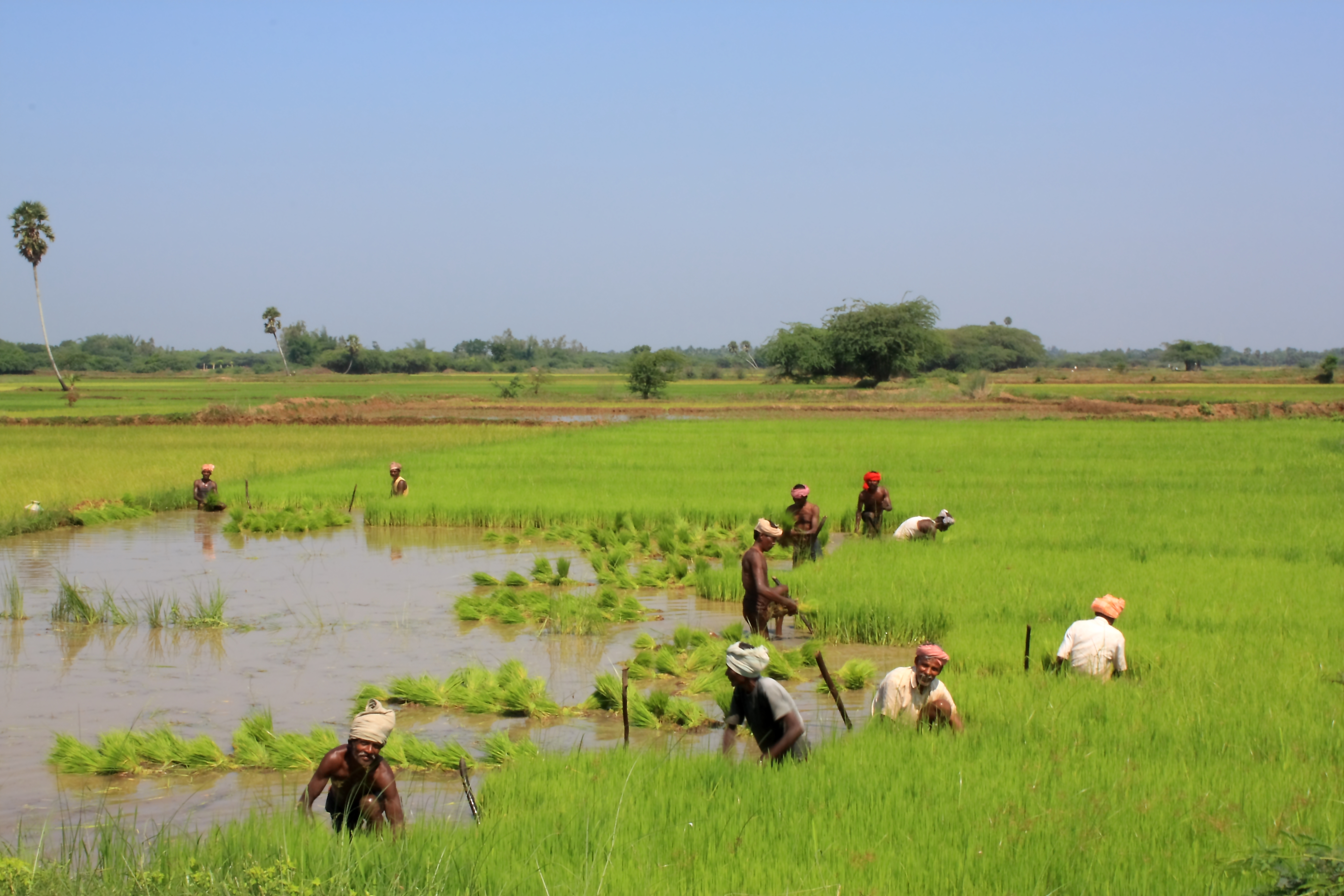
Risaie nel Tamil Nadu.

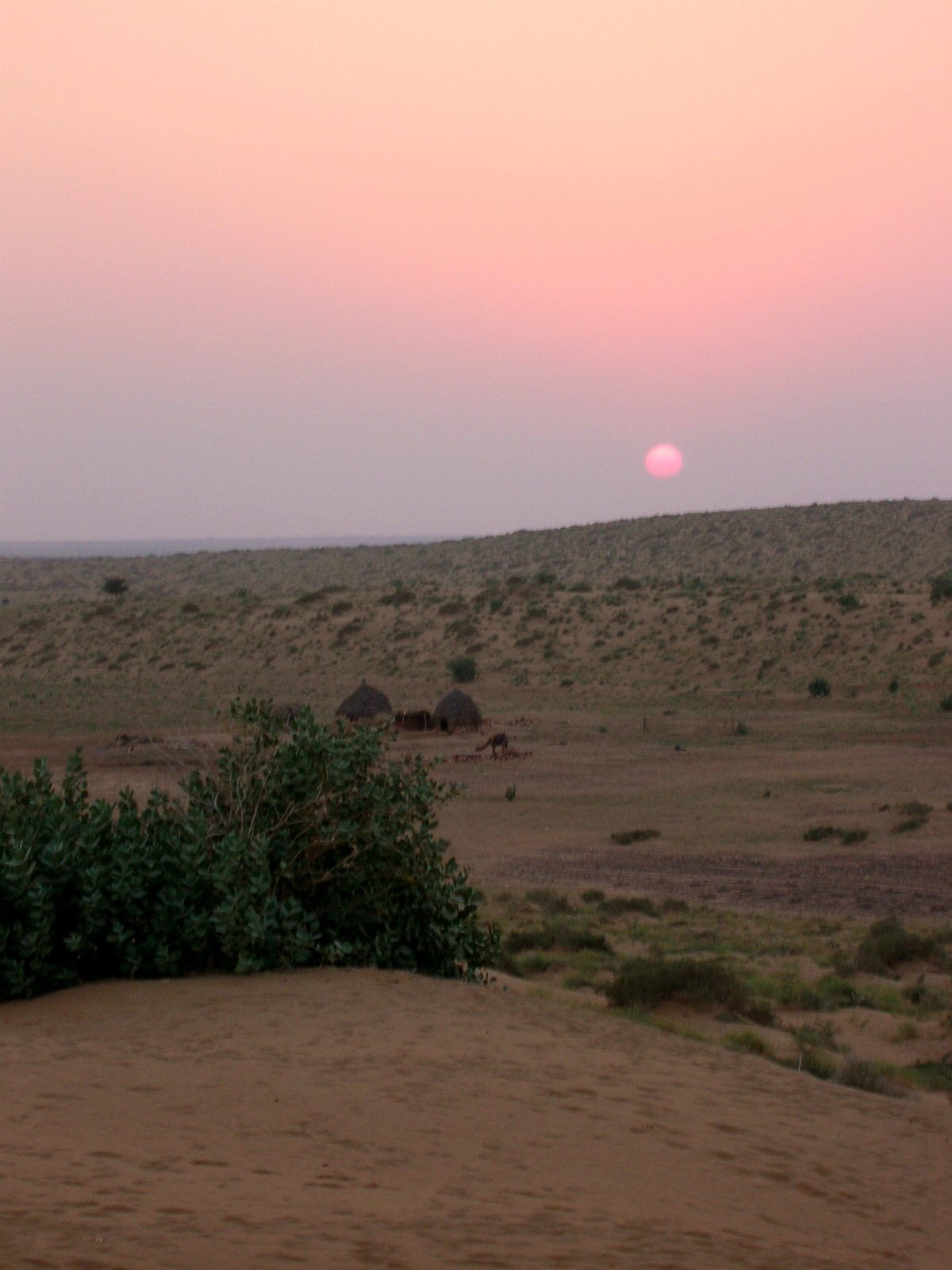
Il deserto del Thar.

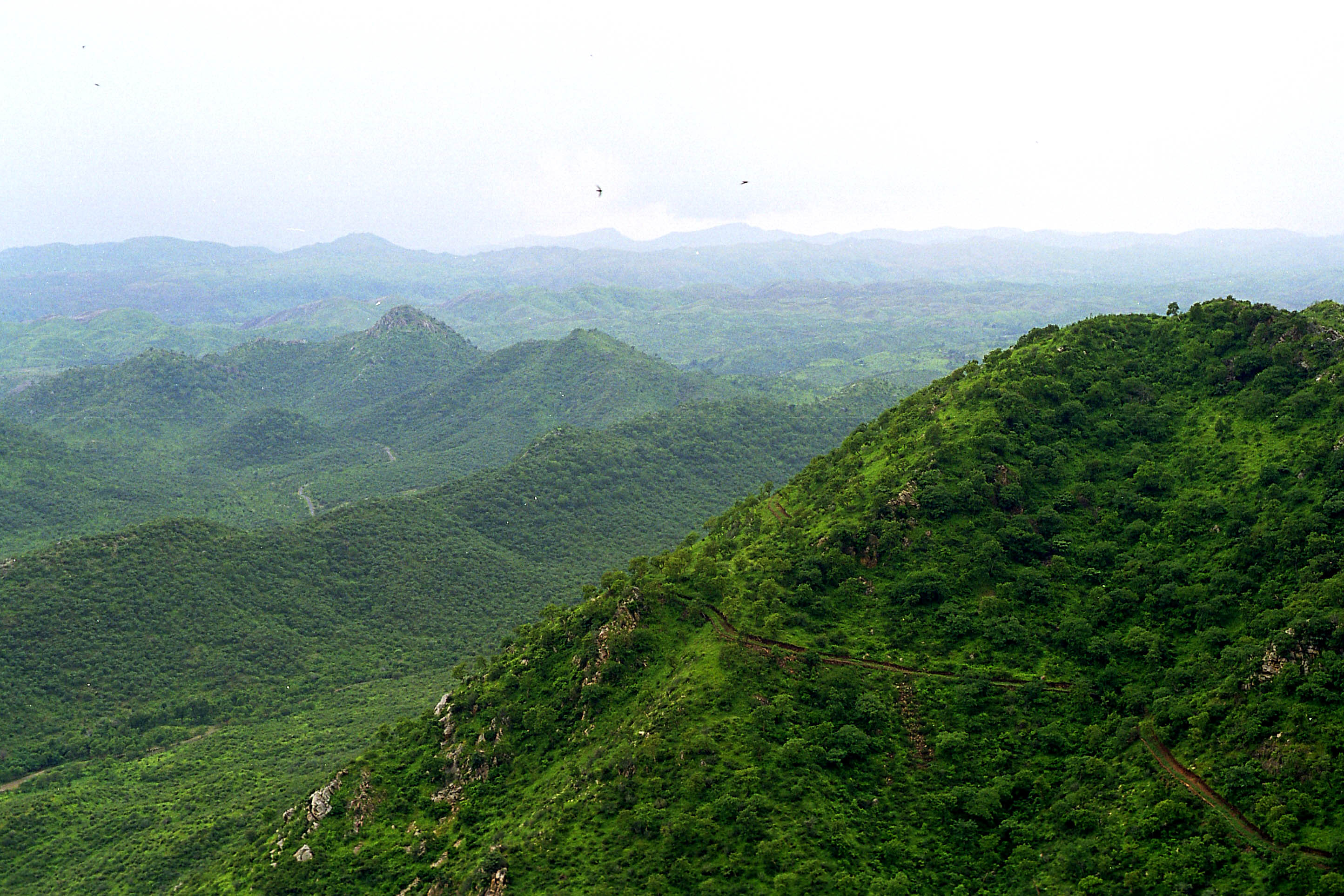
I monti Aravalli.